# ちいかわ なんか小さくてかわいいやつ
『ちいかわ なんか小さくてかわいいやつ』（ちいかわ なんかちいさくてかわいいやつ）は、ナガノによる日本の漫画。2020年からX（旧・Twitter）において連載されており、2021年に単行本化。2024年11月現在で電子版を含め累計部数が360万部を突破している。
また、公式Xアカウントのフォロワー数が2024年9月10日時点で344万人を記録しているほか、2022年4月からテレビアニメが『めざましテレビ』内で放送されている。

## 概要
本作の主人公であるちいかわは、当初ナガノのTwitterアカウントにて「こういう風になってくらしたい」という説明と共に描かれた二頭身の動物のキャラクターであり、2017年ごろから発表されている。
2020年1月より単独アカウントが作成され漫画の連載がスタート。2021年2月12日には講談社より単行本が刊行。それに先駆け、2月10日発売の『モーニング』（講談社）11号に読み切りが掲載された。
基本的にはちいかわとその友達のハチワレ、うさぎが送る日常を一話完結という形で描いた物語である。一方で敵の討伐やそのための武器が登場したり、ちいかわを含めた主要なキャラクターが「仕事で収入を得て暮らしている」という現実的な設定や、連作エピソードでは一緒に試験を受けに行くも片方だけ合格してしまう（『草むしり検定』編）、欲しいものを出せる杖を使った結果怪物になってしまう（『杖』編）や、洗脳され石化してしまった同族をハンマーで砕く（『拾魔』編）などといった不条理かつシビアなストーリー展開がされているのが特徴である。また、通称「ちいかわ構文」と呼ばれる作中での独特な言い回しや、ヤクルト、たべっ子どうぶつ、チャルメラといった実在の食品が登場することも特徴として挙げられる。
2021年10月28日に、動画工房制作によりアニメ化されることが発表。2022年4月4日よりフジテレビ系列「めざましテレビ」内にて放送が開始された。それに先駆け同年1月4日より同番組の占いコーナーが本作とコラボした「ちいかわ占い」としてリニューアルされた。
2022年6月には一般社団法人キャラクターブランド・ライセンス協会が主催する日本キャラクター大賞において、Twitter発のコンテンツとしては初めてグランプリを受賞している。ちいかわ構文の一つである「○○ってコト!?」は、イー・ガーディアン株式会社による「SNS流行語大賞 2022」の大賞を受賞した。
2024年8月10日に行われたお台場冒険王ちいかわスペシャルステージにて、初のスマホアプリ「ちいかわぽけっと」の配信決定が発表された。当初は2025年1月頃のリリースを予定していたが、一度延期されリリース日は3月27日に決定した。
全世界43の国と地域でのリリースも決定し、事前登録者数は230万人を突破している。
2025年7月28日に東京都のサンシャインシティ アネックスに大型体験型施設「ちいかわパーク」がオープンした。

## 世界観
本作の世界は森や草原など自然豊かな風景が広がっており、周囲には巨大な食べ物や、食べ物が植物のように自生あるいは湧き出る場所がある。その一方で、住宅や店が立ち並び、貨幣経済やインターネットが存在する、きわめて文明的な世界でもある。
この世界の住民であるちいかわたちは「草むしり」や「討伐」といった仕事に従事し、それらの報酬によって生計を立てている。ちいかわたちの仕事はすべて鎧さんという種族が与えており、鎧さんは他にも店の営業を通してちいかわたちの生活に関わっている。また、各種資格やそれを取得するための検定が存在し、資格の種類によっては報酬の金額を上げたり、酒を飲んだりすることもできる。
加えて、この世界にはちいかわたちや鎧さん以外に不思議な生き物が生息し、その中には何らかの危害を加える危険な個体もいる。また、お面キメラやでかつよ（なんかでかくて強いやつ）のように、言葉を発することができる個体が存在している。
性別の概念については作中では描写がないが、単行本5巻の裏表紙に『大男「オデ」』と記されている。また、「魔女」や「おじさん」といった名称のキャラクターは登場する。

## 連作エピソード
この章では、本編で連作として描かれたエピソードを示す。なお、各エピソードの名称は、単行本内で明記されたものを使用する。
『なんとかバニア』編 
ちいかわとハチワレは「なんとかバニア」という、自分たちとそっくりな見た目をした人形を見つけ、大はしゃぎでうさぎに見せに向かう。しかしそれは魔女がちいかわたちの姿を奪うために用意したものであり、ちいかわたちは彼女によってなんとかバニアそのものにされてしまう。
『穴』編
討伐の最中、大きな穴にうっかり落ちてしまったハチワレの元に、ちいかわが助けに現れる。
『杖』編
うさぎがリサイクルショップで買ってきた不思議な杖を使い、ハチワレは欲しかったカメラを出して大喜びする。だが、ハチワレが出したカメラは、撮ったものを消してしまう恐ろしいものだった。さらにハチワレとうさぎの身に変化が起き、二人は巨大な怪物となってしまう。
『郎』編
ちいかわとハチワレがラーメンの鎧さんが営むラーメン店「郎」を訪れるが、ちいかわは緊張のあまり入ることができなかった。そこでハチワレは、入店の練習をすることを思いつく。
『草むしり検定』編
ちいかわの家を訪れていたハチワレは、ちいかわが「草むしり検定5級」の資格を取るために勉強していることを知る。一緒に合格するため、ハチワレもちいかわに内緒で勉強を始め、二人はそろって本番に臨むが、合格したのはなんとハチワレだけだった。
『三ッ星』編
仕事が終わり、昼ご飯を食べに店を探していたちいかわとハチワレは、「三ッ星」という看板を掲げた店を見つける。中に入ってみると、何故か3体の星たちが壁に固定されていた。そこへマンモスの店主が現れ、二人は危うく店主に食べられそうになる。
『カメラ』編
念願のカメラを買ったハチワレは、最初にちいかわを撮ろうとするが、『杖』編での一件を思い出し、なかなか撮ることができない。だが、ちいかわが自分から写りに入ったことでカメラが本物であることを改めて確認し、ハチワレはどんどん写真を撮っていく。
『すき焼きキャンペーン』編
プリンの懸賞ですき焼きセットを当てたちいかわが、ハチワレとうさぎを誘って一緒にすき焼きを食べようとするが、作り方を知らなかったため、ポシェットの鎧さんに教えてもらう。
『再・草むしり検定』編
前回の検定で不合格だったちいかわが、再び検定に挑戦する。ハチワレは今度こそちいかわが合格するよう祈るが、またしてもちいかわは検定に落ちてしまう。
『小さな友達』編
森の奥にある洞窟でちいかわたちは小さなカブトムシと遭遇する。家までついてきたカブトムシにちいかわは愛着を感じ、友情を育んでいくが、カブトムシは次第に凶暴な一面を見せるようになる。
『おっきい討伐』編
ちいかわ、ハチワレ、うさぎが3人がかりでの討伐に挑戦するが、三人と戦っていた大型の生き物（あのこ）が突然、目の前を横切ってきたカエルを指さすという謎の行動を取る。
『ほんとにこわい話』編
インターネットコーナーで怖い話を読んでいたちいかわとハチワレ。その帰り道、怖くなってきた二人はちいかわの家で怖さを忘れるためのパーティーを開く。
『むちゃうマン』編
大好きなヒーローのむちゃうマンが出る試食イベントにハチワレとうさぎを連れてやってきたちいかわは、むちゃうマンと一緒に記念撮影をしてもらおうとするが、自ら隣に並ぶ勇気が出ず、落ち込んでしまう。だが幸運にも、むちゃうマンが再び現れたことで、ちいかわは勇気を出して並ぼうとする。
『パジャマパーティーズ』編
パジャマを着た4人組「パジャマパーティーズ」の歌がちいかわをはじめとする住民たちの間で人気となり、4人は大きなイベントで歌うことになる。ところがダンスの練習をしていた時、メンバーの3人が鳥にさらわれてしまう。ただ一人残ったメンバーは3人が戻ってくるまでの間、代理メンバーとしてちいかわたちを指名する。
『ほめられリボン』編
ハチワレが大事にしていたリボンが鳥に持っていかれてしまう。悲しむハチワレのために、ちいかわはどうにかして新しいリボンを用意してあげようとする。
『ちいかわの夢』編
うさぎがリサイクルショップで見つけた謎の木彫りによって、ちいかわたちは小さな妖精に姿を変えられてしまう。しばらくは妖精の姿を楽しむちいかわたちだったが、最後は元の姿に戻ろうと奮闘する。
『夜の出来事』編
ハチワレの洞窟にお泊りしていたちいかわは、目の前に現れた虫を追い払おうと一人で立ち向かうが、強い相手だったため逆に連れていかれてしまう。ハチワレは同じくお泊りしていたうさぎと共にちいかわの救出に向かうが、そこで自分が大事にしていたリボンを見つける。
『プリズン』編
オデがキノコを食べている所に遭遇したちいかわ達。キノコが美味いと聞き一緒に食べていると、突如現れたゴブリンに捕らえられオデと共に洞窟の地下に幽閉されてしまう。提供された食事のスプーンでうさぎがこっそりと掘っていた穴を手がかりに、オデと協力して脱走を試みる。
『スロット』編
ゲームセンターを発見してスロットで遊んでいると、絵柄が揃い3人の中身が入れ替わって（ちいかわの中にハチワレ、ハチワレの中にうさぎ、ウサギの中にちいかわ）しまう。しばらくお互いのまま行動してみるも、草むしり検定の合格証が取れても自分の顔では無い事などに気付き元に戻るため再びゲームセンターへ向かう。
『黒い流れ星<前>』編
黒い流れ星に願い事をすると、叶うけど嫌な気持ちになってしまうらしい。寝坊をしてハチワレとの約束に遅刻をした事から目覚まし時計を買いに行ったちいかわ。ある日、日々がデジャブの様に繰り返されている事に気付き、不安を抱きつつもハチワレから「予知能力じゃない？」「占い師になれるかも」と言われ浮き足立つのであった。
『黒い流れ星<後>』編
占い師の格好のまま眠りに耽っていたちいかわは、前編で購入した目覚まし時計がキラキラしている事に気付く。よく見るとそこには黒い流れ星がいた。討伐しようとすると、時計の長針にしがみついた黒い流れ星が時間を巻き戻し、デジャブ期間初日の朝に戻されてしまう。実はちいかわはある日偶然黒い流れ星に「こんな日がずっと続くといいよね」と言う願い事をしてしまっていた。ハチワレとうさぎにも相談し、黒い流れ星の討伐に奮闘する。
『涸れた』編
ちいかわの世界には、「湧きドコロ」と言われる食べ物が湧き出る場所が度々観測されるが、ある日それらが一斉に涸れてしまう。お気に入りの湧きドコロが涸れたモモンガは食べるのに困り、遭遇したちいかわに噛みついてしまう。怯えるちいかわをよそに、何故か旨みが無い事を不思議がるモモンガ。ちいかわは持っていた木の実を差し出すが、モモンガはそれは食べたく無いとワガママを言う。そこに通りかかったハチワレが、一緒に「夜の採取」と言う労働に行く事を提案する。
『やりたいことリスト』編
ちいかわの家に遊びに来ていたハチワレは、ちいかわの「やりたいことリスト」を発見し、楽しそうなので真似をする事にした。スーパーアルバイターの資格を持っていて、更にお酒の資格の勉強を続けるシーサーに刺激され、ラッコをお師匠と呼んでみたり、スーパーアルバイターへの挑戦などやりたい事が次々に湧いてくる。
※ラッコの呼び方に関して、お師匠はシーサーが、マスターは喫茶店で使われていたため、最終的に「先生」に決めた。
『シーサーの』編
お酒の資格取得のためにどんな場所でも勉強に励むシーサー。ある日喫茶店で勉強をしていると、店内に怪異が現れる。それがきっかけか、ある日の買い物の帰り道「スーパーアルバイターの資格が無くなる」と言う噂を耳にしてしまう。それでも懸命に外勉（外で勉強する）を続けるシーサーだったが、ショックで熱を出して倒れ込んでしまう。たまたま通りかかったちいかわとハチワレに看病され、無邪気に資格に憧れる2人の会話を聞き、シーサーは諦めないと誓った。
『お買い物編』
熱を出して倒れたシーサーを看病するちいかわ達は、シーサーから「冷えピタ」と「ヴィックスヴェポラッブ」を買ってきて欲しいと頼まれる。苦しむシーサーのために、ちいかわは1人で買い物にでかけた。
『石』編
ある日うさぎからお土産の石を貰ったちいかわとハチワレ。いつもどこに行くのかと尋ねても、うさぎは「ツツウラウラ」と答えるだけだった。貰った石を見ていると、不思議と旅行に行きたくなる2人。うさぎが何処に行っているのか気になっていた所にうさぎが居た痕跡を見つけ、後を追うことにする。辿り着いたのは趣のある旅館の様な建物。「拾魔」と書かれた部屋の中に入ると、うさぎから貰った物と同じ石を大量に削り出しているグレーの子たちやうさぎを見つける。声をかけたのも束の間、うさぎはフラフラと外に飛び出し、削られている石と同じ性質の石に変化してしまった。何かに操られる様に再び拾魔に戻る2人だったが、削っている物が何なのかに気付いた瞬間正気を取り戻し、元凶を見つけだし呪いを解くために奔走する。
『山姥』編
マロングラッセの森に遊びに来ていた3人だったが、うさぎを筆頭に全員が罠にかかってしまう。夜になるまでどうにも出来ずに困っていると、通りかかった親切なおばあさんが助けてくれた上に、怪我の手当やご飯におやつ、お風呂や布団まで手厚くもてなしてくれる。なんとかお礼が出来ないか考えて眠れない3人の部屋の目の前で老人が何やら研いでいる。そっと覗くと研いでいたのは鰹節だった。お礼がしたかった3人は一緒に朝食を作り食べる事にする。楽しく朝食を食べていた4人だったが、突如おばあさんが豹変する。
『古本屋』編
いつもの様にぶりっこをするモモンガに、古本屋が声をかける。モモンガは覚えていなかったが、古本屋に可愛こぶりを褒めろと言う。実は以前、古本屋から本を買ったモモンガが「面倒くさい」と言う理由で古本屋に本を読み上げてもらっていた。古本屋は知り合いだと思っていたため、その後も積極的にモモンガに声をかけ、一緒にお風呂に行ったり、悲しんでいるモブマスコットの真似をしようとするモモンガを止めたり、美味しい物を一緒に食べるなどして交流を深めていく。ある日労働の鎧さんから「友達にもあげな」とカニのカチューシャを2つ貰ったモモンガ。当初は2つとも頭に付けていたが邪魔になったため、たまたま遭遇した古本屋の頭に付ける。それを見た労働の鎧さんが「あげたのかーともだちに」と言ったのを聞いた古本屋は喜び、世界に色が付いたのだった。
『あのことでかつよ』編
あのこがいつもの様に自分を討伐に来たモブマスコットを蹂躙して楽しんでいると、木の影から怯えた様子のでかつよが「やめなよ…」と声をかける。でかつよは無言で近付いてくるあのこに怯えつつも、なぜその姿になったのか聞いてみると、自分とは違い「急にそうなった」のだと知る。他の怪物にも理由を聞こうと話しかけると、話が通じず酸を吹きかけられてしまう。2人で逃げている時、体力も速度も同じレベルである事に感動したでかつよは「またあそぼ…」とあのこに伝えた。
『あくむ』編
草むしり検定合格のために夜遅くまで勉強に励むちいかわ。ある日外から「かあさんの歌」の替え歌で夜食の宣伝をしている声を聞き、買いに出かけた。しかし屋台は見当たらず、森の茂みから声が聞こえるのみだった。帰ろうとしたちいかわを呼び止めたのは象の様な見た目の怪物だった。わけもわからず立ち尽くしていると、睨めっこを仕掛けられる。ゾウの尻尾でくすぐられたちいかわは笑ってしまい、負けを宣告される。その場では何も起きず家に帰ったちいかわだったが、その日から毎晩悪夢を見る様になる。
『セイレーン』編
休憩をするちいかわとハチワレの元に、うさぎが謎のチラシを持って現れた。それはとある島への招待状で「簡単な討伐で報酬100倍、美味しい食べ物実質無料」と甘い誘い文句が書かれていた。ハチワレの師事するラッコも誘い、4人で島に向かう。チラシは大量に撒かれていたらしく、出発当日の集合場所にはちいかわ族のメインキャラクター全員と大量のモブマスコットが集まっていた。船に揺られ無事に島に着いた一行は、素敵な歌と共に熱烈に歓迎される。港から街に向かって屋台がズラッと並び、食べ物は全て食べ放題。夜にはキャンプファイヤーも催され、楽しい一夜を過ごす。海辺で楽しんでいたちいかわ・ハチワレ・うさぎの3人は洞窟を発見し突入する。船でしばらく進むと、セイレーンと言う巨大な怪物に遭遇する。セイレーンに襲われ気を失った3人だが、目を覚ますとセイレーンに介抱されていた。セイレーンは「間違えて」襲ってしまったらしい。開放された3人は宿に戻り眠りにつく。
翌朝目を覚ますと、モブマスコット達が騒いでいた。実は「簡単な討伐」も「報酬100倍」も嘘で、実際には昨日ちいかわ達が遭遇したセイレーンを倒して欲しいとの事だった。逃げ帰るモブマスコット達と違い、昨日セイレーンと会話を交わしたちいかわ達は話し合いで解決出来ないのかと疑問を抱く。しかしそんな疑問も束の間、セイレーンが島民を襲いに来てしまう。
なお、これより以下は第7巻時点単行本未収録のため、仮タイトルで記載する。
『禁酒』編
ある夜くりまんじゅうがお酒を楽しんでいると突如鎧さんがお酒の免許証を見せてくれと頼む。するとくりまんじゅうの免許証がトカゲに持っていかれてしまう。免許証を取られてしまったくりまんじゅうは「免許証不携帯」として額に「禁」マークのスタンプを押されてしまう。
トカゲに取られてしまったくりまんじゅうの免許証はシーサーによって取り返されたが、スタンプが消えるまで禁酒を命じられたくりまんじゅうはお酒を飲まなくてもよくなってしまう。
『パラレルワールド』編
ある日ちいかわたちがオロナミン笛を楽しんでいると虫が飛んできて、ちいかわを刺す。帰宅したちいかわが体温を測ると体温計は38.4度を示した。すっかり堪えたちいかわは、冷えピタを貼ったり水分補給をしたり、ぬいぐるみを抱えながら布団で眠りにつく。その後、味の付いたコーンを手土産にやってきたハチワレは、白目をむいて倒れているちいかわを発見。心配して駆け寄り、ちいかわのおでこに触れると・・・
『お出汁』編
お出汁の懸賞に当たったちいかわは、ハチワレとうさぎに分配する。後日「出汁」を用意して優勝すると豪華商品が当たるイベントを知ったハチワレが、当選出汁を持って参加しようと提案する。イベント当日、受け付けを済ませ順番を待つ3人だったが、ハチワレの勘違いで「出汁」では無く「出し物」を用意しなければならなかった事に気付く。どうしようと焦っているうちに自分達の順番が来てしまう。
『再・パジャマパーティーズ』編
出し物イベントにコピーグループが登場し、サークルモッシュが出来る程の人気になったパジャマパーティーズ。しかし、新曲を出しても一番盛り上がるのは最初に出した「パジャマパーティーズのうた」だった。焦りを感じたリーダーのみどりは興奮状態に陥りながらも心機一転「ホネをガチャガチャならし」で始まるロックな新曲「ガイコツ」を出す。当初、過激な歌詞にメンバーは猛反発したが、みどりが通りがかりに見かけたファンの集いで「一番好きなうた」に上げるファンが出るなど、少しずつ浸透していく。そんなある日、パジャマパーティーズのライブ会場にクジラの化け物が忍び寄っていた。
『宝探し』編
ある日うさぎが見つけたという「お宝こちら」の看板に釣られて遊びに来た3人。入場が有料だったため、3人で出し合って入場する。道中様々な食べ物の試練（チョコの沼、たこ焼き渡り、木から落ちてくるカニ爪唐揚げなど）を乗り越えお宝に辿り着く。しかしお宝の上には「あけるのはゆうしょう」の看板があった。そこで3人が決めた決断とは…？
『宝探し(モモンガと古本屋)』編
ちいかわ達が入った宝探しにある日モモンガと古本屋も入場する。入場料は古本屋が支払い、様々な困難も古本屋の手助けでお宝まで進んでいく。宝箱の「おかね」と書かれた投入口に古本屋がお金を入れると、「ワシの宝じゃ」と言って魔女が出現する。魔女を警戒しその場を去ろうとするモモンガだったが、宝箱の魔力に吸い寄せられ宝箱の中に入れられてしまう。モモンガと古本屋はどうなってしまうのか…
『おかめ』編
ある日遭遇したシーサーとハチワレは、お祭りの雰囲気に誘われて神社に辿り着く。そこではおかめのお面を付けたモブマスコット達が、火を囲みながら踊っていた。踊りに参加する2人だったが、祭壇にいるくりまんじゅうに気が付く。なんと蚊に刺されておでこの模様がハチワレの様になってしまったくりまんじゅうが、「神様」として捕えられていた。くりまんじゅうを助け出すため2人は策を練る。
『ウィスキーボンボン』編
ある日「良いものを見つけた」とジェスチャーするうさぎについていくちいかわとハチワレは、ウィスキーボンボンの沸きどころに辿り着く。
何度食べても生えてくるウィスキーボンボンに気を良くし、中に入っている物がお酒だと気付かずにどんどん酔っ払っていく3人。しかしこのウィスキーボンボンは沸いていたのではなく、擬態型の物だった。
『お守り』編
ある日話していたハチワレとうさぎは、ちいかわに草むしり検定合格のお守りを渡す事を思いつく。買うか、つくるか、拾うかの三択で迷う中、うさぎが祠から天使の輪を拾って頭に被ってきてしまう。
返した方が良いと考えたハチワレは、うさぎの耳から天使の輪を取ろうとするも抜けず、天使の輪を被ったうさぎはお守りを自作したり、転んでしまったグレーの子にすぐさま駆け寄り助けるなど、「らしく」ない優しい性格に変異してしまう。しばらくすると、本心がそれを拒否しているのか苦しみ始めたため、うさぎを助ける為にハチワレはある方法を思いつく。

## 登場キャラクター
声の項はテレビアニメ版の声優。
作中で「魔女」や「おじさん」といった名称のキャラクター以外で性別を特定する描写は無い。また、作中外でのイラストや他作品とのコラボなどでも性別を問わない服装をする場合が多い。七夕を祝うナガノのツイートではハチワレが彦星、ちいかわ・うさぎが織姫として描かれた。2023年の七夕ではちいかわ・ハチワレが彦星、うさぎが織姫で描かれている。その他の一例で端午の節句で兜を被ったちいかわ、お正月袴を着たちいかわや他キャラクター、まじかるちいかわ、ちいかわレストランなどといったグッズは全キャラスカートでグッズが展開されている。(まじかるちいかわのラッコのみ、某キャラクターを彷彿させるタキシードを着用している)
多くの登場キャラの名前・呼び方は最初から決まっていたわけではなく、殆どの場合、読者からつけられたニックネームや、グッズ展開などの際に決められた呼び方をそのままキャラクターの名称として採用している。

### 主要キャラクター
初期メンバー、そして登場回数が多い、もしくはグッズ登場回数が多いキャラクターを指す。

#### ちいかわトリオ
ちいかわ内での仲良し3人組。
ちいかわ
声 - 青木遥
主人公。誕生日は2017年5月1日。名前の由来は、「なんか小さくてかわいいやつ」をファンが「ちいかわ」と略したから。当初は「似鳥」という名前の予定であった。台詞はほとんど無く「ワッ」「ヤー」「フ！」などのわずかな言葉しか発しない。しかし、「チャルメラ」のことを「チャリメラ」と言っていたハチワレに「チャル…」と突っ込もうとしたり、くりまんじゅうから貰ったコーヒーを飲んで「ニガ…」と言ったり全く言葉を喋れないわけではない。掲載初期は臆病ですぐ泣く性格だったが、さまざまな経験を通して少しずつ成長している。泣き虫なイメージがあるが、素手でキメラと闘って撃退するなど意外と戦闘能力は高い。さらに自身やハチワレたちが危機に面すると、短時間ではあるが覚醒したかのように機転を利かせた機敏な行動をする時もある。むちゃうまヨーグルトの懸賞で当たった家に住んでいる。他にもむちゃうまプリンの懸賞ですき焼きセットを当てる、むちゃうまクッキーの懸賞で缶クッキーを当てるなど、くじ運は強い模様。討伐時の武器はピンク色のさすまた。パジャマの色もピンク。
草むしり検定5級。第2巻時点で2回受験して2回とも不合格であった。その後、2025年7月3日にナガノがX（旧Twitter）に投稿した作品内で、3回目の試験でようやく合格できた。
ラッコからは食事を「うまそうに食べる」と褒められている。しかしブロッコリーが苦手で、「強くなるにはブロッコリーとも向き合うことだな」と助言されている。
モチーフの動物については明言されていないが、作者のツイートではネズミの絵文字が使用されたことがある。
アニメ版第126話からはレモンのシール貼りのアルバイトをしている。
ハチワレが転移したパラレルワールドでは耳を失い、その代わりに頭の天辺に角のような突起があり、尻尾が生えていたり、ヘソがついていたり、腹がピンクに染まっていた姿であった。

ハチワレ
声 - 田中誠人
はちわれ猫がモチーフのキャラクター。ちいかわ・うさぎの友人。誕生日は2020年5月1日。当初は「池谷」という名前の予定であった。猫がモチーフであるが、ナガノ展で、ハチワレは猫でないと明かされた。言葉を流暢に喋り、社交的で好奇心旺盛な楽天家。ギターが弾け、「ひとりごつ」というタイトルの生乾きのことを歌った自作ソングがある。毛玉を吐いたり舌が無意識に出ていたり、花の匂いをかぐとフレーメン反応するなど猫らしい場面が度々登場する。3匹の中で唯一（まともに）喋れるキャラクターだからか、他のキャラクターと率先してコミュニケーションをとる場面が多い。「チャルメラ」を「チャリメラ」、「おかしのまちおか」を「おかしのまち『おか』」と覚え、そこで居合わせていた二人の鎧さんたち（労働・ポシェット）にツッコミを入れられるなど天然ボケな一面もある。チャルメラのほかにケチャップパスタを振る舞ったりしている描写があり、自炊能力が高いようである。かなり物知りであり、「伝説の！！生物図鑑」でマンモスや人魚のことを知っていた。ちいかわが困っている時は助け舟を出すなど友情に厚い。洞窟で一人暮らしをしている。討伐時の武器は青色のさすまた。パジャマの色も青色。住んでいる洞窟にドアがないため、虫（ギチギチ）が頻繁に侵入しており、そのたびにさすまたで追い返している。草むしり検定5級。ピンチの時に「なんとかなれッ」と叫びながら勢いのままに行動して無事物事を解決させることが多い。好きな歌として日本香堂の製品である線香の「青雲」のコマーシャルソング「青雲のうた」を挙げている。2024年3月の更新でキメラ化した。パラレルワールドから元の世界に戻るときには元の姿に戻った。おかめ編でグレーの子たちに囚われるが、何らかの方法で助かっていた。

うさぎ
声 - 小澤亜李
うさぎのキャラクター。ちいかわ・ハチワレの友人。誕生日は2019年1月22日。当初は「鈍器」という名前をつける予定であった。常にテンションが高く自由奔放に振る舞い、時にはトラブルメーカーのような一面もあるが、ちいかわやハチワレがピンチの時に助けたり、サポートをしたりする友達思いの面も多くある。また、モモンガなどに対しては本性を見抜いているような素振りをしていて、鋭いところがある。ギターなども弾ける。言葉は話さず「ウラ」「ヤハ」「プルャ」「フゥン」「ハァ?」「ルルルルル」「ウララララァ」などの奇声を発する。が、「ツツウラウラ」と発した事もある。食に貪欲。討伐時の武器は両端が爆発する黄色の仕掛け棒（マジックペンで描いたマーク付き）。パジャマの色も黄色。草むしり検定は当初は3級だったが、2025年7月8日にナガノがX（旧Twitter）に投稿した作品内で、ちいかわが5級に合格したのと同時に2級に合格していたことを明かした。3匹の中では唯一居住地等が描かれておらず、プライベートは謎に包まれているが、第7巻収録話では家らしきライブハウスと思われるものが描かれている。
リサイクルショップで買ってきたアイテムをよく持ってくる。最初の「杖」は欲しい物を具現化するが、出てきたカメラは撮った対象を消してしまうもので、使った人が怪物化してしまう。2度目の「木彫り」は羽がついて飛べるようになるが虫のように小さくなってしまったり、呪われているアイテムであることが多い。このことについてハードオフ公式Twitterが「ちいかわ達がいつもリサイクルショップでとんでもない目に合うので申し訳ない気持ちになる。」と言及している。
初出は本作品ではなく、『MOGUMOGU食べ歩きくま』の告知漫画である。
普段意味のある言葉は発さず奇声を発してばかりだがファミリーマートとのコラボ漫画では「いらっしゃいませ」を「シャアアアゥララララッセェー」と言っている。
2022年8月5日の更新で、ハチワレに「いつも…どんなトコに出かけてるの？」と問われて「ツツ ウラウラ」と答え、四字熟語の「津々浦々」を話したとしてTwitterで「ツツ ウラウラ」がトレンド入りした。
2024年1月22日の更新で当日がうさぎの誕生日だったことからうさぎが自ら自分の誕生日を祝うストーリとなった。
ハチワレが転移したパラレルワールドでは自ら発する奇声が「ウラ」「ヤハ」などから「デラ」に変わっているほか、全身がライトイエローに染まっていたり、尻尾が豚のようにカールした丸い形状になっていたり、出っ歯になっていたり、耳がハサミへと変わっていた姿であった。

#### 敵側キャラクター
ちいかわトリオから見た敵側キャラ。
モモンガ
声 - 井口裕香
モモンガのキャラクター。元はサブキャラクターであったが、最近のグッズや、新シリーズ以降はメインキャラクターになった。見た目は可愛いが、不敵な言動で誰かを煽るなど性格はあまり宜しくなく、常に他人に可愛く思われたいという欲求がとても強いキャラクターで、労働の鎧さんに「叱れ」や「大きい声を出せ」など度々無茶振りをして、最後に可愛こぶる場面が定番となっている。毎回無茶ぶりをされる労働の鎧さんには面倒くさがられている。なにか嫌な事があると「イーヤーヤダヤダ」と言う。うさぎとも絡みがあるが、うさぎにはどこか勝てないところがあるらしく圧倒されていることが多い。
「でかつよ（なんかでかくて強いやつ）」から何かを奪ったような事があり、「返せッ」と追いかけられたこともある。奪ったものがはっきりと描かれたことはない。

### サブキャラクター
ラッコ
声 - 内田雄馬
ラッコのキャラクター。上位ランカーでちいかわ達の憧れの存在。右目の上に十字形の傷跡がある。普段は面倒見の良い兄貴分的な存在でクールな発言とともに顔も常にキリッとしているが、かなりの甘いもの好きで甘いものを口にした時は顔が緩んでしまう。コーヒーが苦くて、砂糖やクリームを入れないと飲めない。また、ショッピングモールで愛車（お花と顔がついている）がどこにあるかわからなくなった時も涙ぐむなど、意外と感情表現が豊かな面も持つ。

くりまんじゅう
声 - 淺井孝行
頭部が栗まんじゅうに似ているキャラクター。見た目は愛らしいが中身（性格）はおっさんっぽく、美味しそうなツマミとお酒を嗜んでいるところをちいかわたちに度々目撃される。二日酔いで苦しんでいるところに迎え酒をするなど、相当お酒が好きな模様。ちいかわをくすぐっている（ちょっかいをかけている）うさぎを鮭とばで叩いて戒めたり、草むしり労働中にちいかわに缶コーヒーをおごってくれたり、柿の種わさびや牡蠣をくれたりする面倒見がいいところもある。ちいかわのように殆どセリフがなく、飲食の際に「ハーッ…」と言う程度である。ちいかわ世界ではお酒を飲むことに対して資格が必要であり、その資格を持っている人物。おかめ編でグレーの子たちに囚われる。

シーサー
声 - 島袋美由利
シーサーをモチーフにしたキャラクター。気遣い屋でとても優しく、表情が豊かで「きびシーサー」「うれシーサー」「やさシーサー」といったシーサーに絡めて表現する単語が度々出てくる。「スーパーアルバイター」の資格を持っており「郎」のラーメン屋さんでは店員（弟子）として働いている。ラーメンの鎧さんを「お師匠」と呼んでいる。モチーフの通り沖縄の文化が身についているため、さたぱんびん（宮古島の方言で沖縄本島ではサーターアンダーギーという）や、さんぴん茶といったその食べ物や用語が出てくる他、酔っ払った状態で「郎」にやってきたくりまんじゅうにステーキを提供したり、テンションが上がるとエイサーを踊る。仕事のためにお酒の資格が欲しいと考えており、くりまんじゅうに師事しているような行動が多い。
ハチワレが転移したパラレルワールドでは耳が長くなっていた。

古本屋
ピンク色のキャラクター。現在、ネームドキャラに昇格してからはカニのカチューシャを外した姿は描かれていないが、モブ時代は短く垂れた耳が二つついた姿だった。元々古本屋を営むモブマスコットであり、2023年1月24日の更新で漫画の終盤に突如モブマスコットからネームドキャラに昇格した。性格は内気で恥ずかしがり屋、基本的に無口だが「クスクス」や「フフッ」っと静かに笑うことが多い。モモンガの強い自我に押されることが多々あるものの内心嫌ってはいない様子。元々モモンガとは面識があり「古本屋兼モモンガの友達」というポジションのモブマスコットだった。討伐時の武器は灰色（モブマスコットの体色と同じ色）のさすまた（ちいかわたちの武器の色違い）で、ネームドキャラに昇格した（色がついた）後もさすまたの色は灰色のままである。ネームドキャラ昇格直前にはハムチーズマヨパンをお昼休憩に持参したり、モモンガの頭から生えたキノコでカレーチャーハンを作る（しかもモモンガが勝手に古本屋の分まで食べるほどおいしかった様子）など、自炊能力はある程度ある様子。
ネームドキャラへの昇格する話の直前では、彼が主役のモブマスコットのみ出演する話や彼とモモンガが主体の話が続いた。初登場自体は2020年8月29日で、ハチワレが古本屋を見つけてちいかわと一緒に読む用の検定本を選んで買おうとする話であった。初登場はモブマスコットだったが、以降の登場でちいかわ族で初めてネームドキャラに昇格した。
同一人物かは不明だが、後述の関連書籍の「ちいかわ ナゾトキ なんか小さくて謎めいたやつ」でハチワレが古本屋にてある本を見つけたというあらすじになっている。

パジャマパーティーズ
全て顔が描かれていない、パジャマを着たモブマスコット4人で構成されたグループ。初期は観客のいない野原で鎧さんが通りかかっただけだったが、口コミが広がりブレイクする。大きなイベント「むちゃフェス」で歌うことが決定するが、その矢先にでかい鳥に緑色のパジャマ以外が連れ去られてしまい、ちいかわ達が代理メンバーとしてパジャマパーティーズに入ることになる。その後、「むちゃフェス」当日に命からがら逃げ帰ってきた所をちいかわ達に助けられて無事本番のステージに立つことができ、お礼としてちいかわ達をステージ上に誘って一緒に歌い踊った。その後も新曲を出したり、独自にライブを開いたりしている。ファンの間には、コピーグループや、「パ会」と称するファンの集いが存在する。
全員の台詞は基本的に、息遣いに似たアドリブの声であるが、ちいかわ達や鎧さんと意思疎通は出来ている（後述のグレーの子たちも同様）。また、「イチ、ニ、サン、シ」「エイ、エイ、オー」等の掛け声も発している。

みどり
声 - 諸星すみれ
緑のパジャマを着ているリーダー。アニメ127話のエンドロールで名称が固定された。2本の角とちいかわに似た丸い耳、牛の様な尻尾が生えている。ステージでの立ち位置は左から2番目。
初登場時はグレーの子たちと同じく全身グレーの姿だった。目の前でパジャマが売り切れてしまい買えず、後日ポシェットの鎧さんが来る前から開店待ちをしていたり、連れ去られた仲間を夜な夜な一人で探す等健気な一面がある。パジャマパーティーズ結成に先立ち、自ら「パジャマのつどい」なる集会を開き、パジャマパーティーズの活動も、楽曲は作詞、作曲、振付まで全て、さらにスケジュール管理も一人でこなしており、仲間がでかい鳥に連れ去られても、ちいかわ、ハチワレ、うさぎ以外には、その事実を最後まで一切公にしなかったという独創力、行動力、責任感の塊でもある。その性格が故に、焦りを感じると興奮状態に陥ることがある。

ぴんく
声 - 長縄まりあ
ピンクのパジャマを着ているメンバー。アニメ133話のエンドロールで名称が固定された。垂れた耳と小さな尻尾が生えている。でかい鳥から逃げて来た後は、右耳を欠損し顔に右斜めの十字傷が付けられている。ステージでの立ち位置は右から2番目。
リーダーのみどりに対して何かと意見やフォローをすることが多く、むちゃフェスではステージで踊りながらちいかわ達3人を発見し、3人も一緒にステージで踊る事を提案した。新曲「ガイコツ」の過激な歌詞に対して最初は猛反発し、みどりに激しく怒鳴り付けた。また、ライブでアンコールに応えるかをみどりに問いただしたり、みどりがクジラの化け物に襲われてピンチに陥った際には、攻撃の先頭に立った。

しろ
声 - 篠原侑
白いパジャマを着ているメンバー。アニメ133話のエンドロールで名称が固定された。頭の先端にクリームの先の様な尖った角が1本生えている。でかい鳥から逃げて来た後は、顔に左斜めの十字傷が付けられている。ステージでの立ち位置は右端（むちゃフェスでは左端）。

むらさき
声 - 内山茉莉
紫のパジャマを着ているメンバー。アニメ133話のエンドロールで名称が固定された。ちいかわと似た丸い耳が生えている。でかい鳥から逃げて来た後は、左耳を欠損している。ステージでの立ち位置は左端（むちゃフェスでは右端）。

グレーの子（オフィスグリコちゃん）
声 - 青山吉能
うさぎの様な耳が生えたモブマスコット。アニメのエンドクレジットでは「グレーの子」ファンの間では「オフィスグリコちゃん」と呼ばれている。
シール貼りの労働をしていた、ちいかわの同僚。初登場時は全身グレーの姿だが、途中からピンクのパジャマを着ている。仕事の合間にオフィスグリコを使っておやつを購入するのを楽しみにしていた。隣の席で作業をしていたちいかわとおやつを交換したことで仲良くなり、パジャマがお揃いだった事を喜び合うなど交流を交わしていたが、ある日パッタリと労働に来なくなった。
「あのこ」が過去を回想する場面で思い浮かべる、昔の姿がこのグレーの子であり、ちいかわと交換したお菓子を食べている事、また「あのこ」がちいかわが討伐に来た時にカエルを指差した事（作品内のオフィスグリコはカエル型の小銭入れ）などにより、「あのこ」に突然変異してしまったことが匂わされている。

### 鎧さん
ちいかわ達の仕事の管理をしたり、生活を支援したりする、甲冑を着た人型の種族。色の違う同様の個体が複数存在する。
ポシェットの鎧さん
声 - 杉田智和
灰色の鎧さん。くまのポシェット、パジャマを自作するなど、可愛いものが好き。回が増すごとにちいかわ達と関係が深くなり、偉い鎧さんに「仲良くしすぎだ」と注意されている場面もある。また、2023年9月から2024年頃までオンエアされていた明星『チャルメラ』のテレビCM「ホタテ三重奏篇」ではチャルメラおじさん風の姿に扮してちいかわ達にホタテ貝の着ぐるみを作ってプレゼントするなど優しく接している。

労働の鎧さん
声 - 東地宏樹
最初に登場した鎧さん。銅色の甲冑。主に受付窓口を担当している。全員分の仕事はないらしく、「早いモン勝ちッ」と述べている。

ラーメンの鎧さん
声 - 松岡禎丞
黄色の鎧さん。ラーメン屋「郎」の店主で、仕事中は頭に白いタオルをかぶっている。難関であるアルバイト試験を突破したシーサーを店員として雇っており、シーサーからすごく慕われていてシーサーはラーメンの鎧さんと同じ色の鎧を購入して身に付けている。ハチワレが転移したパラレルワールドでは侍風の見た目になっていた。
「郎」のエピソードはファンの間で人気が高く、「ちいかわカフェ」では「郎」ラーメンを再現したメニューが販売された。
なお、「郎」には、他にも鎧さんが勤務しているようであり、アニメ43話では、2人の灰色の鎧さんが、割り込んでカウンター席に座ったモモンガを店の外につまみ出している。

草の鎧さん
声 - 寸石和弘
オレンジ色の鎧さん。頭にカラフルなバンダナをかぶっている。ちいかわたちが草むしりで取ってきた草を回収して計量する仕事をしており、危険草の有無など草のチェックも行う。ハチワレが危険草を取ってきたことを評価し、報酬をアップさせた。

偉い鎧さん
声 - 寸石和弘
金色の鎧さん。鎧さん達の上司にあたる存在であり、他の鎧さんと違い、背中にはマント、頭には王冠のような飾りが付いているのが特徴。

プロデューサー
声 - 山下タイキ
茶色の鎧さん。漫画版ではセリフのみ、アニメではみどりの回想の中で首から下の姿のみ登場。パジャマパーティーズをむちゃフェスに誘った。

喫茶店の鎧さん(マスター)
黒色の鎧さん。喫茶店のマスター。喋らない。
ラッコに「何か疲れにグッと効くものを」と言われウインナーコーヒーを提供した。コーヒーの苦味に顔をしかめるラッコに無言で砂糖とミルクを差し出した。

屋台の鎧さん
声 - 保村真
灰色の鎧さん。お祭りの屋台で「光る輪」を売っている。

たこ焼きの鎧さん
赤色の鎧さん。頭に白いバンダナを巻いている。たこ焼きの屋台で働いている。
ポシェットの鎧さんと交流があり、たこぎ(ポシェットの鎧さんがちいかわ達に作成したたこスーツ)のおかげで店が繁盛していると感謝していた。

店員の鎧さん
声 - 川田紳司
緑色の鎧さん。白いエプロンを着用している。薬局で働いている。

かき氷の鎧さん
赤色の鎧さん。かき氷の屋台で働いている。

湯豆腐の鎧さん
緑色の鎧さん。湯豆腐の移動式屋台で働いている。

スタンプの鎧さん
灰色の鎧さん。くりまんじゅうに対し抜き打ちでお酒の免許証所持検査をした。トカゲが免許証を持ち去ってしまったため、不携帯としてくりまんじゅうの額に禁マークのスタンプを押した。

### 討伐対象
ちいかわ達の労働の一つである「討伐」で戦うキャラクター達。この項には明確に「討伐」の労働で遭遇したキャラクターのみ記載する。
虫
討伐すべき対象（敵）として登場する。「ギチギチ」と鳴き、触角からはたまごボーロの匂いがする。縞模様があったり、てんとう虫柄であったり、いろいろな種類がある。基本的に討伐レベルは低めの対象ではあると思われるが、同じような見た目の別個体（胴体がピンク色で足が黒くて太い触手のようになっている）は強敵で、その個体はのちにハチワレの「なんとかなれ」でなんとかなった模様。

あのこ
声 - 青山吉能
ちいかわたちが「おっきい討伐」に挑んだ際に登場した怪物。白くてふわふわした毛に包まれた猫のような可愛らしい顔に、額に小さな1本の角、四肢に鋭い爪、ドラゴンのような緑色の太い尻尾をもつキメラ。非常に強力で、追い立てたハチワレは尻尾が軽く当たっただけで「視界がモノクロになる」ほどの衝撃を受けたが、あのこ自身は驚いたように振り向くとそれ以上攻撃しようとはせず、様子をうかがっていた。そしてちいかわに対し、偶然その場に出てきたカエルを指差しながら、何か言いたそうな素振りをみせるが、うさぎが仕掛棒で威嚇すると、驚いたように逃げていった。
その後もモブマスコットたちにより討伐の対象にされている。二度目は休んでいたところ尻を殴られ、腹を立てて軽く叩いただけでモブを吹っ飛ばしてしまい、自身でも思いがけないほどの強さを知って喜んでいた。以降は討伐に来たモブたちを友好型を装って騙し討ちにしたり、捕えたモブたちをお手玉のように弄んだりと、狂気的な行動を見せるようになっている。また、単行本6巻の目次に「むぐむぐ」と何かを食べている様な効果音と、討伐しに来たモブマスコットの武器が散らばっており、ちいかわ族を捕食していると考えられる。
ねとらぼのライターであるたまごまごは、「あのこ」は前述のモブマスコット「オフィスグリコちゃん」が怪物に変化したものではないかと考察している。カエルを指差したのは、オフィスグリコの貯金箱がカエルの形をしていたからの可能性がある。

中止で〜す
声 - 菊地燎
ハチワレが討伐で遭遇した怪物。管状の口吻と、両目の間に縦長の第三の目がある丸っこいカマキリのような見た目で、「中止でーす」「中止」と意味深なことを口にし、ハチワレが「何が？」と聞くと「全部」と答えた。その後両前足から爪を伸ばしてハチワレに襲いかかるが、爪が木に刺さり動きが取れなくなったところをハチワレがさすまたで攻撃して、討伐に成功した。

フグ
声 - 田島章寛
ハチワレが討伐で遭遇した怪物。体の後部に短い複数のタコ足が生えたフグのような見た目でハチワレにベタベタする液体を吐きかけて、ハチワレが「コレなに？」と聞くと「網脂（アミアブラ）」と答えた。その後、ハチワレが「ウワーッ！ヤダヤダー！」と嫌がっていると「アブラカタブラ」と意味深な言葉を口にして、「バイバーイ」と言いながら去っていき、結果的に討伐に失敗した。

アリジゴク
ちいかわが討伐で遭遇した怪物。角がある。地面にアリジゴクのようにすり鉢のようなくぼみを掘り、その底にいる。ちいかわが足を滑らせて落ちたところ、偶然にさすまたがアリジゴクの体にサクッとはまり、討伐に成功した。

プリンアラモード君
ハチワレが討伐で遭遇した怪物。柔らかい梨の様な形の身体に生クリームの絞り口の様な口、頭にはさくらんぼが乗っていて薄黄色のキャラクター。倒れながらも「諦めたくないッッ‼︎」と叫ぶハチワレの身体に生クリームを吐き出した。諦めずに戦ったハチワレに討伐された。吐き出された生クリームは甘い。

じゃんけん君
声 - 間宮くるみ
ハチワレが討伐で遭遇した怪物。手のような形をしている。出会った相手とジャンケンをして戦う。ハチワレを掴みジャンケンを挑ませた。結果ハチワレはチョキ、じゃんけん君はグーだったので、ハチワレが負け。するとハチワレを思い切り投げ捨てて討伐に失敗した。
ハチワレがじゃんけんに負けた際「ズコー」と言っており、これはアーケードゲーム「ジャンケンマン (アーケードゲーム)」のオマージュと思われる。

アメーバ
薄緑色のアメーバに手足と目が着いたキャラクター。ハチワレがラッコと初めて一緒に行った討伐で遭遇した。ラッコと仲間の奮闘の後、最後にハチワレの一撃を喰らって討伐された。

オムレツ
名前の通りオムレツを縦に伸ばして手足と顔を付けたようなキャラクター。ハチワレが討伐で遭遇した。ピーマンの肉詰めにされて熱い岩で焼かれてしまうが、熱でピーマンがふやけて隙間が出来た為脱出に成功、飛び上がった勢いで討伐に成功した。

たこ（名称未確定）
肌色で丸い顔に2本の腕とタコの様な4本の足が生えているキャラクター。ハチワレが討伐で遭遇した。口から醤油的な液体を吐き出し自分の手に乗せ、捕まえたハチワレを「味〜」と言いながらチャプチャプと付けて食べようとした。
ラッコからの授業を受けていたハチワレに「歯とはぐきの境目」を攻撃され倒された。

### その他
グレーの子たち（モブマスコット）
声 - 武藤志織、森友莉世、増田里紅、小島菜々恵、池田華子、法元明菜、玉城仁菜、大名由夏、諸星すみれ、長縄まりあ、篠原侑、内山茉莉、由良朱合、内田秀、結城萌子、花枝初依、梅本和泉
背景に描かれている顔が描かれていないマスコット。体型や等身はちいかわ達と同じだが、尻尾や耳の形状がそれぞれ異なっていたり、色も青みがかった灰色などの暗色である。ファンやネットユーザーからは「ちいかわ族」や「モブかわ」と呼ばれる事がある。ちいかわたちと同じく労働に従事している者もいる。アニメではエンディングロールに多数登場している。「おかめ編」ではオカメの面を被って登場する。

信者たち(名称未確定)
おかめの面を付けて白装束を身に付けたグレーの子たち。神社で火を囲みながら日光山輪王寺のCMソングに合わせて踊っている描写が描かれた。蚊に刺されておでこの模様がハチワレの様になったくりまんじゅうを捕らえて「神様」として崇めていた。ハチワレとシーサーがくりまんじゅうを助けようとすると拒否反応を示し、二人を追い出した。くりまんじゅうの蚊に刺されが治りいつもの模様に戻ると即座に興味を無くしたが、隣に居たハチワレの耳を畳み「神様」にするため連れて行った。

マンボウ
連載初期に登場。空中に浮いており、作中ではちいかわたちの乗り物として登場するが、目的地とは違う場所に行ってしまこともある。
乗り心地には当たり外れがあり、乗り物酔いを発症したちいかわが降りた際に嘔吐してしまう程動きの激しい個体も居る。

キメラ
声 - 國府田マリ子
キメラのキャラクター。基本的にはちいかわに似ているが、体色はピンク色で昆虫のような4枚の羽と爬虫類のような太い尻尾が生えている。何かから変化したらしく「こんなになっちゃった…たはは」「なっちゃったからにはもう…ネ…」と涙を流しつつ、不本意ながら両手から鋭い爪を伸ばしてちいかわに襲いかかるが、ちいかわが「ヤダーッ」と必死に反撃すると「ひー こわいこわい」と言いながら退散していった。第3巻特装版の「なんか楽しくて遊べるかるた」の「あ」の札がこのキャラクターの「あはっ あはっ こんなになっちゃった…」というセリフであったため、ネットで「開封一発目から不安なちいかわかるた」「事前情報無しで開けたらなかなかインパクトあって草」「一枚目からひどくない！？」「ちいかわかるた、開けて一番上がこれなの闇が深い」などと反響を呼んだ。

お面キメラ
声 - 伊原正明
連載初期に登場した生き物。四足歩行で、長い耳がある真っ赤なシーサーのお面のような顔をしており、キメラと同様の4枚の羽と蛇のような尻尾が生えている。何をするわけでもなく「だからなんだってんだよ」とちいかわに言い寄ってくるも、ちいかわが嫌がる素振りを見せた途端、あっさりと引き返し「ハ～ァ……しんど……」と言い残して飛び去って行った。

スフィンクス
連載初期に登場。言葉がわかるらしく、ハチワレの呼び掛けに反応して、ちいかわとハチワレの後をついていった。

でかつよ
声 - 山下タイキ
ちいかわ同様、「こういう風になってくらしたい」という説明と共に描かれたTwitter上のイラストで初登場した生き物。正式な名称は「なんかでかくて強いやつ」。毛に覆われた丸い体と6本の細い脚を持ち、シーサーのお面のような顔で頭部には2本の角があり、口からは常に長い舌が出ている。漫画本編に登場した際は、モモンガに何かを奪われたらしく、「返せッ」と叫びながらモモンガを激しく追いかけた一方、流れ星を見上げて涙を浮かべつつ「叶うかな…」と呟き、何かを願っているかのような素振りを見せた。

カブトムシ
声 - 武藤志織、利根健太朗（大）
ちいかわとハチワレが作中で遊んでいたカードダスで、ハチワレが引き当てたレアキャラのキラカードに「カブト王」という名前で登場。しばらく後に洞窟の中に閉じ込められていた生物として再登場した。再登場の際はちいかわよりもずっと小さい身体で、甘い卵焼きのような匂いともちもちとした体をしている。ちいかわにはとても懐いていたように見えたが、ハチワレが食べられそうになったり、自分とほぼ同じ大きさの昆虫型モンスターを一匹丸ごと食べるなどの凶暴な一面を垣間見せることがあった。たまたま遭遇した労働の鎧さんに「まさか擬態型じゃ…」と疑われてしまい、心当たりがありつつも離れたくないちいかわに連れられて洞窟まで逃亡。逃げ込んだちいかわたちを追いかけてきた労働の鎧さん、ハチワレ、うさぎに対して襲うどころか角を伸ばして能力でお茶菓子を出し、3人におもてなしをした。そのおもてなしを受けた労働の鎧さんから「おもてなし力」が評価され、無事に友好型であると判断された。しかし、それも束の間、油断している所を筋骨隆々とした本来の巨大な姿に戻り、ちいかわたちを襲い、最後はどこかに飛んでいってしまった。
視聴者やファンからは「ちいかぶ」と呼ばれている。

けん玉おじさん
声 - 利根健太朗
けん玉が得意なおじさん。ちいかわを含めたマスコットたちに人気で大技を披露している。友好型。

グーチョキパー（の擬態型）
声 - 田村ゆかり
垂れ耳でピンク色の大きなうさぎの姿をした可愛らしいキャラクターだが、「ぐーちょきぱーでなに作ろう」の歌に合わせて、ちいかわたちを油断させた所を襲ってきた。擬態型。

でかい鳥
パジャマパーティーズのメンバーを連れ去った怪物。頭に2本の短い触角を持つ、巨大なペリカンとアヒルを合わせたような鳥の姿をしている。うさぎの耳を食いちぎろうとしたがハチワレにデッキブラシの角で殴られて怯んだ際に放してしまい、真上に飛ばされたうさぎが弾みで頭頂部に着地した隙に、ちいかわとハチワレの「なんとかなれ」で思い切り顔面をぶん殴られて無事に討伐された。

魔女
声 - 國府田マリ子
緑の肌の魔法使いの姿をした老人。一人称は「ワシ」。ハチワレがみんなのために用意した『なんとかバニア』にちいかわたちの精神を閉じ込めて肉体を奪おうとし、「なりたいやつがいるんじゃ……こういう……風に…」と不可解な言葉を口にした。しかし、ハチワレが投げ飛ばしたペットボトルのキャップで転倒させられてしまい、ちいかわ達が元の姿に戻り逃げられてしまった。
ファミリーマートとのコラボ漫画にも登場し、試食用のグミを差し出しながら「それを食べるとな…なれるんじゃ…そういう風に…」と発言した。
宝探し編で再度登場しており、「あんたたちが「宝」だよッ」と言いながら宝箱にモモンガと古本屋を閉じ込めようとした。逃げたモモンガを再度捕らえた時「アリャッ」「アンタ……」と意味深な発言をしている。モモンガの方も「あん時の魔女かァ？」と知っている様な素振りを見せていた。

三ツ星
声 - マシューまさるバロン
星型のキャラクター。初登場は流れ星として夜空から落ちてきた。その後の作品の中では（自称）三ツ星レストランを開業する巨大な怪物に捕えられ、壁に磔にされていた。磔にされていた時は歯を剥いて苦しそうな顰め面をしていたが、普段は親しみのある可愛らしい顔をしている。偶然レストランを訪れたちいかわとハチワレに救出され、お礼に巨大なオムライスを置いて空に帰っていった。

コック
声 - 伊原正明
三ツ星レストランを経営している緑色の巨人。白い服とコック棒を被っている。巨大すぎて画角に収まりきっていないため、顔は確認出来ない。
三ツ星レストランとは名ばかりで、三ツ星を捕えて店内の壁に磔にし、訪れたちいかわとハチワレをお風呂に入れ(茹で)、保湿をし(卵を塗る)、おまじない(塩胡椒)をかけ、トルティーヤに巻いて飾りつけし、「いただきマンモス」と言って食べようとした。
巨大すぎるが故に小さい二人に足元をすり抜けられ星共々逃げられるが、その後追ってくる様子は描かれなかった。

むちゃうマン
声 - 東地宏樹
むちゃうまヨーグルトのイメージキャラクター。ちいかわもファンの1人である。中身は労働の鎧さんであり、ダンスなどを練習しているシーンがある。中身が労働の鎧さんであることは秘密であるらしく、練習を目撃したハチワレに対して「そッそれは夢だッ!!」と伝えている。

レーザー男爵 / レーザー公爵
ちいかわとハチワレが作中でやっていたカードダスで、ちいかわが引き当てたカードに描かれていたキャラクター。一見ノーマルカードの「レーザー男爵」にしか見えないが、実はシール式になっており、剥がすと下から最強のキラカード「レーザー公爵」が現れる仕組みとなっていた。動くキャラクターとして今のところ登場しているのは作者の別作品の『もぐらコロッケ』のみである。

オデ
声 - 三宅健太
黄色い人型で、1つ目たらこ唇のキュクロープスのような巨大なキャラクター。一人称は「オデ」で、やや頭が弱いがおおらかで友好的。森の中でキノコを食べていたところ、居合わせたちいかわたちと共にゴブリンに捕まって食べられそうになる。しかしうさぎの先導で地下牢に脱出通路を掘った後「むちゃくちゃにしてやる!!」と暴れ回って自らが囮となり、ちいかわたちを逃がした。後にその力を買われてゴブリンの用心棒となり、心配していたちいかわたちに宛てて置手紙を残して事情を知らせる一方で、キノコをつまみ食いしたモモンガをゴブリンと共謀して捕まえ、地下牢に閉じ込める姿が描かれた。
オデの夢の中にピンク、青、紫、緑等様々な色違いのオデ達が登場した。現実に存在するかは不明。
単行本第6巻にて、生来の気の優しさが災いし、用心棒を解雇された事が明かされた。たまたま遭遇したくりまんじゅうに、解雇された悲しみを吐露しながら酒を飲み、酔っ払ってゴブリンのキノコをつまみにしている。そのまま寝てしまい食べかけのキノコの横で寝ている所をゴブリン達に見つかるが、起こされる直前まで別のオデに自分の居場所（ゴブリンの用心棒職）を奪われる夢を見ていたため、怒りのまま「居場所かえせ」と暴れた。
単行本第7巻の描き下ろしエピソードにおいて再登場し、カレー店を訪れ、辛口のカレーにリンゴとハチミツを入れて甘口にしており、店を訪れたシーサーに「リンゴとハチミツの隠し味？」と当てられている。

ゴブリン
声 - 高田憂希
緑色で一本角が生えた小鬼のようなキャラクター。4人組であり、背丈はちいかわ達と同じくらいで見た目も可愛いが、中身はゴブリンらしく邪悪かつ残忍。大切にしていたと思われるキノコを食べられていたのを理由に、オデとちいかわ達を洞窟内の地下牢に閉じ込めた。その際、全員のサイズの囚人服を用意しているなど用意周到なところもある。

黒い星
声 - 林エリザベッタ燕
黒い星形のキャラクター。三つ星達と違い、目覚まし時計の長針に乗れる程小さい。「ヤホー」「エ？」「Happy?」など簡単な英語を発し、合唱曲時の旅人を歌ってくる。この星に願い事をすると、叶うものの嫌な気持ちになると言う噂があり、「こんな日が続くといいな」と言うちいかわの願いを日々のループによって叶えた。ちいかわの元では目覚まし時計にくっついていたが、財布にもくっついた事例がある。オキシ漬けによって時計から剥がされ、空の彼方に飛んでいった。

豆腐擬態型
声 - 小島菜々恵
豆腐の様な身体に長い手足が生えた怪物。豆腐だと勘違いしたちいかわ、ハチワレ、うさぎの3人が近付き捕えられた。どう切り抜けたかは不明だが無事だった。

トゲあたま
シーサーが喫茶店で遭遇した怪物。ピンク色の大きな身体に長い鼻、そばかすの様な目(目かどうか定かでは無い)、頭には水色の棘、短い鰭の様な耳が生えていてエプロンを着けている。手前のコマで同じエプロンを着けているグレーの子がいる事、シーサーとの位置関係等から働いていたグレーの子が突然変異（キメラ化）した物と思われる。被害は確認されていない。これを機にスーパーアルバイターの資格の廃止が検討されるようになった。

メデューサ
陶器の様な見た目の白い蛇。登場時は拾魔の祭壇で置物に擬態していた。異変の元凶であると気付いたちいかわとハチワレに壊されそうになると動き出し逃げた。目からビームを放ち、そのビームに当たってから日光を浴びると石化してしまう。最後はちいかわが向けた鏡にビームが反射して自分のビームを浴びて石化し、今後のためにちいかわ達に地面に埋められた。蛇が石化した事で能力が解け、石化したうさぎやハチワレ等無傷の石は元に戻ったが、拾魔で削られていた石が変化する事は無かった。
ナガノ展で明かされた没案によると、この蛇は本体では無くすぐに壊され、本体はその下にいる「ハゴタエ」と言う怪物だった。「なんで呪うの？」と言うハチワレの質問に「ハゴタエッ」と答えながら石を食べている。ぬいぐるみも発売されており、水色の丸い身体に短めの手足、頭には7匹の蛇が生えている。

山姥
白い髪に緑色の着物を着た鷲鼻の老人。山中で罠にかかったちいかわ達を助け、怪我の治療をした。きのこの山（んば）をはじめとしたお婆ちゃんが出してくれる系のお菓子やご飯でもてなし、怪我が治るまで自身の家を宿として提供している。夜中に鰹節を削っている所をちいかわ達に見られ、そのまま共に朝食を作り食べる事になる。この朝食を食べている最中に「なりたい奴がいるからの…そういう風に…」と言って豹変し、呪詛を吐き始める。しかし、うさぎが取ってきて味噌汁に入れた（意図的かは不明）毒キノコによって気絶する。

ゾウ
顔と腹部だけが白い象の様な見た目のキャラクター。二足歩行で喋る。かあさんの歌の替え歌で夜食を用意している素振りを見せて勉強中のちいかわを誘い出し、睨めっこを仕掛けた。この睨めっこに負けると悪夢を見続ける様になる。解除するためには再度睨めっこ勝負をして勝つ（ゾウを笑わせる）しか方法が無い。ちいかわとうさぎの協力によって足の裏をくすぐられて笑ってしまい、爆裂四散して消えた。なお、ハチワレと言動が酷似していたが、両者の関係性は不明。

セイレーン
ちいかわ達が訪れた島の洞窟に住み着いていた、アザラシか猫のような上半身に魚の下半身という姿をしたキャラクター。後述の人魚を引き連れており、その内の1匹を島民に殺された恨みから島民を攫っては食べていた。本作品のキャラで唯一、自分から名前を名乗っている。ちいかわ達と初めて対面した際には「人魚を食べた証拠がない」事を理由に犯人探しを依頼し、一度解放している。歌声で周辺の植物を操る能力があり、ツタを操って攻撃するが、島に歌声を響かせることにより農作物の育ちが良くなり、豊作となることで島民に恩恵を与えていた模様である。濃い味の料理が好きで、一度に食べる量は島民総出で用意するほど膨大なものになる。攫った島民は味噌漬け、ラッコやハチワレをはじめとする攫ったメインキャラクター達は昆布締めにしていた。ちいかわ達と二度の遭遇を果たした後、島民やちいかわ一同を全員捕えるために村に襲来。ちいかわ達を一度は追い詰めるが、ラッコや島二郎など仲間たちによって妨害され、ちいかわとハチワレにキャロライナリーパー入りのカレーを食べさせられて悶絶する。その際、人魚殺害の犯人である二つ葉の島民を発見する。

人魚
セイレーンと行動を共にしている赤い人魚のキャラクター。かつては3匹であったが、1匹が一つ葉の島民に殺され、その後は2匹になっている。「ギャリギャリ」「ガジャガジャ」と鳴く。セイレーンと同じく歌声で周辺の植物を操るが、人魚単体のみだと多少力が弱まる。コーラス隊としての役割のためかセイレーン以外の歌にもノッてしまう性質があり、後の戦いに利用され一時的に弱体化された。名前に人魚とあるが、顔は前述の虫に似ている。作品内の「伝説の‼︎生物図鑑」において「人魚の肉を食べると永遠のいのちが手に入る」と紹介されている。食べ物が好きで、一つ葉に殺された1匹はしるこサンドを囮に誘導された。

島民
とある島に住んでいる住民たち。グレーの子達と同じく顔が描かれておらず、茶色みがかった色・花冠・腰蓑を巻いているのが特徴。ある日住み着き始め、島民を攫うようになったセイレーンの討伐のため、「島での簡単な討伐で報酬100倍、美味しい食べ物実質無料」などと書いたチラシをばら撒き、ちいかわ達を島に招いた。初日は実際に美味しい食べ物を振る舞い歓迎してくれるが、翌日報酬100倍が嘘だった事、簡単な討伐では無く巨大なセイレーンの討伐だった事を明かす。ファンの間で「びんよよ」と呼ばれる棒の先にバネで伸びる顔の様な鈍器が付いた特殊な武器で戦う。

一つ葉の島民
頭に1枚の葉っぱが生えている島民のキャラクター。セイレーンが島民を襲うきっかけとなった、人魚を殺害した張本人。後述の二つ葉の島民と船で釣りをしていた際にセイレーンに遭遇、尾鰭に当たった衝撃で二つ葉が瀕死状態になってしまい、過去に図鑑で読んだ「人魚の肉を食べると永遠のいのちが手に入る」を思い出し、人魚殺害を実行した。二つ葉に人魚の肉を食べさせ不老不死にした後、今後一人で生き延びる事に不安を抱いた二つ葉から人魚の肉を食べさせられ自身も不老不死になった。セイレーンの敵意から逃れるために二つ葉と共に別の島に移住している。

二つ葉の島民
頭に双葉が生えている島民のキャラクター。一つ葉の島民と仲が良い。セイレーンの尾鰭が当たった事により一時瀕死状態に陥り、一つ葉に人魚の肉を食べさせられた事により不老不死になっている。正義感が強く、セイレーンの尾鰭攻撃からハチワレを守ろうとして再度セイレーンの尾鰭に当たっている。不老不死ではあるが、実体は「電池式の生物」になったため、尾鰭に当たった衝撃で単三電池が飛び出し再度瀕死状態になっている。この際臀部にある電池ボックスをセイレーンに見られており、セイレーンの敵意から逃れるため後に一つ葉と共に別の島に移住している。

島二郎
島でひっそりと飲食店を営んでいた人型で巨大なキャラクター。仲間とはぐれ、疲れ果てて島二郎の店に辿り着いたちいかわに、カレーと貝汁を提供し回復させた。島民との交流はなかったもののセイレーンの事は知っており、ちいかわの仲間救出に同行している。潜水が得意で、水中でセイレーンと会話をしたり水流を乱してセイレーンを足止めする、最後のカレー作戦でキャロライナ・リーパーを提供するなど、ちいかわ達の勝利に大きく貢献した。
全裸に腰巻きエプロンと言う大胆な格好をしており、登場回のほぼ全てで臀部の割れ目が描かれている。島二郎が登場する度にTwitter(X)で「しまじろうのケツ」がトレンド入りし、悲しい展開の続く『島』編で唯一と言っていいほどの癒しと安心感を読者に与えていた。

鳥
島民の作ったチラシをばら撒いていたよく懐く鳥。島二郎のペットである事が終盤で明らかになった。

サンタさん
赤い服に白い髭、「サンタクロース」と言われて世間一般の人が想像する通りの見た目のキャラクター。常に微笑んでいる。ちいかわ達の前に現れ「いい子にしてたカナ〜？」と言う質問を投げかけた。ハチワレが素直に「ちょっとわかんないです」と答えると、何も与えずに去っていった。
3人に欲しい物を聞き、ちいかわの「ラッキー白コアラのセーター」、ハチワレの「寿司ゲタ」、うさぎの「ウォークマン」と言う願いを「ハッピー黒コアラのセーターを着て、下駄を履いた、足形の顔の生き物(ウォークマン)」を連れてきて叶えた。ハチワレに「全部ちょっとずつ間違ってるよ」と言われるも、そのまま去っていった。

ブラックサンタさん
上記のサンタさんの赤い部分を黒くしたキャラクター。笑いはするものの喋らない。常に眉間に皺が寄っている。ちいかわ達がサンタさんのために用意した人参をオリジナルの味噌マヨソースにディップして食べていた。無言で「ブラックサンダー」を差し出し、ハチワレに「ブラックサンタさんがブラックサンダー」「これってギャグ？」と言われると滑って(スベるとのダブルミーニングと思われる)消えていった。消えた後に発覚するが、ちいかわの用意した海味鮮の濃い色の物だけを食べていた。

なんかムカデ
濃い肌色でブヨブヨしたミミズの様な体に爪の様な足が生えたキャラクター。「ゲゾゲゾゲゾ」と鳴く。でかつよとあのこが一緒に居る時に遭遇した。
でかつよが意思疎通を試みたが、「ツーツータカター」と発した後、酸を撒き散らすだけだった。

トカゲ
トカゲのキャラクター。くりまんじゅうの免許証を盗んだ。遭遇したシーサーのさかな天に釣られて免許証を手放した。

ナグリビト
紫色の大きな体に太い腕、白くて厚い唇をしたキャラクター。「ブンブンぶん殴り」と言い腕を大きく振りながら「ザーッ」と言う効果音と共にシーサーとくりまんじゅうに近付いた。
逃げる二人の目の前に転がっていた巨・ちくわを、くりまんじゅうによって腕に差し込まれ無言で去っていった。
著者ナガノの別作品「もぐらコロッケ」にも登場している。

元凶
ハチのキャラクター。オロナミン笛を吹いているちいかわの元に現れてちいかわを刺し去った。
ハチワレが転移したパラレルワールドの中に偶然ハチワレの目の前に現れ一度は虫取り網で捕らえられたが網を破りパラレルちいかわの脳を吸い、その後キメラ化したハチワレに潰された。読者やファンの中には「パラレルワールドの元凶の虫」と言われているが、不明。

木
木のキャラクター。前述の「けん玉おじさん」に似た目をしている。元凶を捕まえようとしたハチワレに虫取り網をあげた。パラレルワールドについて詳しく知っている様子。
ハチワレがパラレルワールドから元の世界へ帰るときには「ワシも帰りたかったなァ～…」と言っていた。

クジラ（名称不確定）
くじらの様な見た目をした水色の巨大なキャラクター。口を開け舌を出したまま、笑顔の様な顔で地面を這って移動する。「ワーイ」「いてー」など簡単な言葉を発する。頭の上からくじらの潮吹きの様な形のピンクの触覚が生えている。パジャマパーティーズのライブ会場に現れた。一人で立ち向かって来たみどりを長い舌で絡めとるが、みどり以外のメンバーと観客に襲われ、最後はパジャマパーティーズ全員の一斉攻撃によって倒される。

湖の精（名称未確定）
水がそのまま噴き上がっている様な見た目のキャラクター。2本の触覚、頭には草の冠、顔も着いており口は常に開いている。ある日ちいかわとハチワレの前に急に現れ「黄色っぽい干し芋と黄土色っぽい干し芋どっちがイーイ？」と聞いて来た。ハチワレが「どっちも好きですッ」と答えると、「よくばり」と言い水の中から地上に上がり追いかけて来た。その際には足が生えており、地上も移動出来る事がわかる。

粉の虫
透明な胡椒瓶に手足と羽が生えたキャラクター。なんかコショウ的な粉を出す害虫。ブラックキャップ的なやつで対策する。ちいかわの家でブラックキャップ的なやつの中身をパッキングしていた所に遭遇し、ちいかわに中身のコショウ的な粉をかけて襲った。ちいかわの家を訪れたうさぎが扉を開けた際、外に飛び立っていった。

インプ
赤い身体で顔だけ肌色のキャラクター。角と矢印型の尻尾が生えている。
ちいかわを囲み「手ヒラケ」と詰め寄り、ちいかわの持つキューブバターを奪おうとするも、「ヤダァーッ」と暴れるちいかわを避けて「イヒヒヒヒ…」と笑いながら逃げていった。
ハチワレ曰くインプはイジワルだと言う噂があるらしい。

ウィスキーボンボンの蛇(名称未確定)
顔が丸くピンク色の背鰭が生えている白蛇で、頭からウィスキーボンボンの着いた蔦に見える触覚が生えている擬態型。
蔦に擬態した触覚で沸きどころの様にウィスキーボンボンを吊り下げ、それを食べたちいかわ達が酔っ払った所を捕食しようとした。たまたまちいかわ達を見かけたポシェットの鎧さんにナックルダスターで撃退された。
呑み込まれかけていたハチワレは、出てきた際にかかとのガサガサが治っており、体液には生物を溶かす成分が含まれていると考えられる。

天使の像(名称未確定)
祠の中に祀られている石像。丸い頭と身体に羽根が生えており微笑みの表情を浮かべている。天使の輪が頭に付いているが、これをうさぎに取られ(拾われ)てしまう。この天使の輪を付けていると、本人の意思と関係なく優しい性格になり、逆に輪を取られた石像は眉間に皺がより険しい表情になっていった。
ハチワレの思い付きでドーナツを頭に乗せられたが、エンゼルフレンチでは更に険しい顔になり、シュガーレイズドではドーナツが天使の輪に変化し、うさぎの頭に乗っていた方の輪は舐め終わりのトローチの様に割れ、石像の表情とうさぎの性格が元に戻った。

## 用語

### アイテム
なんとかバニア
『なんとかバニア』編で、魔女がちいかわたちの姿を奪うために用意した人形。見た目はちいかわたちにそっくりだが、ハチワレの人形だけ頭の模様が違っている。シルバニアファミリーをモチーフにしたものと思われる。
杖
『杖』編で、うさぎがリサイクルショップで買ってきた杖。先には角の生えた髑髏のようなものが付いており、振るだけで欲しいものを出すことができる。しかしその代償として、使った本人は怪物になってしまうといういわくつきのものであり、ハチワレとうさぎもそのせいで怪物になってしまったが、ちいかわが折ったことで元の姿に戻れた。
きねんこうえんくん
耳の無いちいかわ族に3本の触覚が生えた姿をした像。小高い丘におかれており、台座に「きねんこうえんくん」と書いてある。ラッコはこの像に「強くなる」と誓っている。
木彫り
『ちいかわの夢』編で、うさぎが杖同様リサイクルショップで手に入れた木彫りの像。上部に付いた管を刺すことでちいかわたちを妖精の姿に変えた。その後ちいかわたちが元の姿に戻るために壊そうとして失敗したものの、最終的には鎧さんに踏み潰された。
メデューサの石(お土産石) 
うさぎがお土産としてちいかわ達に渡した石。見ていると「旅行」に行きたくなってしまう。拾魔と言う場所にちいかわ族と同等のサイズの石があり、渡された石はそこから削り出されていた。蛇の呪いによってうさぎとハチワレがこの石と同じ性質の石に変化している。元凶であった蛇を石化し呪いは解けたと思われたが、蛇を地面に埋めた後で石を見ていたちいかわとハチワレが再び「でっでーいーでー」の歌を歌ってしまったため、うさぎの手によって埋められた。ハチワレは作中で「お土産石」と呼んでいる。
単行本6巻の本体表紙(カバーを外した中の表紙)でモモンガが掘り返して発見し、興味を持っている描写がある。また、単行本6巻の4,5ページで石化したメインキャラクター達の様子を見る事ができる。

### 食べ物
むちゃうまヨーグルト、むちゃうまプリン
ちいかわたちの世界で販売されているスイーツ。それらを買って応募する懸賞があり、当選者には家やすき焼きセットがプレゼントされる。これら以外にも「むちゃうま牛乳」が存在し、そちらには消しゴムのおまけが付いている。また、新商品の試食イベントも開催されている。
ヨーグルトシュークリーム
むちゃうまヨーグルトの懸賞に当選したちいかわに贈られたスイーツ。ちいかわがハチワレとうさぎにおすそ分けした。

### 場所
郎
ラーメンの鎧さんが店主を務めるラーメン屋で、シーサーの勤め先。黄色い看板が目印で、注文には食券が必要となる他、「『ニンニク入れますか?』と聞かれたらトッピングの希望を答える」といった独特の注文方法があり、ちいかわとハチワレは攻略サイトで下調べをしてから入店している。また、インターネットには郎に関する掲示板が開設されている。
山
赤い看板が目印のラーメン屋。黒いバンダナを巻いた赤い鎧さんが働いている。ラーメンを頼むと「お好みございますか」と聞いてくれる。訪れた古本屋とモモンガは「硬め濃いめ多め」で注文していた。2023年12月現在確認されているメニューは「チャーシュー麺ニンニクどっちゃりバターのせ」
インターネットコーナー
インターネットが使用できる場所。用意されているパソコンの台数が限られているためか、一定の時間が経ったら別の客と交代しなければならない。ちいかわとハチワレが度々立ち寄る場所であり、たまにくりまんじゅうも動画を見に訪れている。
無限白米湧きドコロ
地面に炊飯器が埋まっている、無限に炊きたてのご飯が湧き出す場所。先に見つけていたモモンガが独り占めしようとしたが、後から見つけたうさぎが教えたことで、ちいかわたちも立ち寄るようになった。たとえ炊飯器が空になっても、一度蓋をしてから開けることでご飯が湧き出す仕組みになっている。さらに、炊飯器の中に入れたものの干渉を受けるため、もう一度開けた時にはそれが最初から入った状態で湧いてくるようになる。ただし、たまに涸れることがあるらしい。
湧きドコロ
食べ物が湧き出る場所の総称。上記の白米以外に
・木から生えている出汁サーバー
・木から生えているソフトクリームサーバー
・ちいかわ族が何人も乗れるほど巨大なカステラ
・空から降る赤福
・おソバが湧くトコロ
・ケチャップごはん
・ラムネ
・味噌汁の川
等様々な湧きドコロがある。一斉に涸れた事がある。
音楽のトコ
柱に付いたスピーカーのある場所で、合唱曲の「BELIEVE」や「青雲のうた」などが流れている。
むちゃうマーケット
ラッコがスイーツを買いに訪れた場所。地下駐車場がある。
拾魔（ひろま）
石（お土産石）に導かれた者達が辿り着く部屋。この部屋にいると洗脳された様に「でっでーいーでー」と言う歌を歌いながら石を削ってしまう。ちいかわが呪いの元凶だった蛇の石化に成功し、石化したが無傷だったハチワレとうさぎは元に戻ったが、拾魔で既に削られていた者達には変化がなかった。削られてしまったせいなのか、元から石だったのかは謎のままである。
島
ちいかわ達が「簡単な討伐で報酬100倍、美味しい食べ物実質無料」などと書かれたチラシに釣られて訪れた場所。食料品が豊富に取れるらしく、たこ焼き・すき焼き・ケバブ・焼きそば・島ラーメン等、味が濃くて油っこい料理でもてなしてくれる。それらを気に入ったセイレーンに棲みつかれてしまい、更に一つ葉・二つ葉の島民が起こした事件によって島民がセイレーンに攫われていた。
島二郎
島二郎が島でひっそりと営んでいた、森の中にある飲食店。貝汁と書かれた大きな看板が置いてあるが、島民には一切知られていなかった。貝汁とカツカレーが売り。

### その他
危険草
ハチワレが草むしりで取ってきた草。生えたままにしておくと辺り一帯を腐らせてしまう、文字通り危険な草。
資格
ちいかわ達が取得できる資格証明。その有無は仕事や各種活動の許認可や待遇に関連する。仕事面では、無資格であっても鎧さんから出される仕事は出来るが、報酬が少額であったり、受託制限がある。それぞれの資格試験に合格すると、写真入りの免許証が交付される。
- 草むしり検定

有資格者は報酬が増額され、草むしりできる範囲が拡大する。等級があり、ちいかわとハチワレが5級、うさぎが3級→2級を取得している。
- スーパーアルバイター

店舗内でのアルバイトが可能になる。試験にはいくつかの段階があり、最終試験に合格しなければ取得出来ないなど、取得難易度は高い。シーサーが取得している。店員がキメラ化した事件後に廃止が検討されている。
- お酒

飲酒が許可される。くりまんじゅうが取得しているが、取得のために相当長い期間学習している様子がうかがえる。不定期でスタンプの鎧さんによる抜き打ちの免許証所持検査が有り、不携帯の場合、〇印に「禁」が書かれたマークのスタンプを額に押される。スタンプが消えるまで飲酒をする事が出来ない。
下克上オンライン
ちいかわ達がハマっているオンラインゲーム。ゲーム内容は正確には不明だが、農民を操作して一揆を起こしたり、民衆を仲間に取り入れて下克上を目指すゲーム。ゲーム内でランキングがあり、うさぎが下克上失敗、ラッコが1021位、ハチワレが3位、ちいかわが2位を取っている。1位のキャラクターは明かされていない。
永遠のいのち
人魚の肉を食べる事により得られるとされている。実際に人魚の肉を食べた二人の島民は、臀部に電池ボックスが形成され、単三電池で動く生物に変化した。単三電池が無事な間は不老不死であるが、単三電池を抜いてしまえば生命活動を停止する。

## 書誌情報
- ナガノ『ちいかわ なんか小さくてかわいいやつ』講談社〈ワイドKCモーニング〉、既刊7巻（2024年11月21日現在）
  1. 2021年2月12日発売[195]、ISBN 978-4-06-522396-3
    - 『なんか楽しくて飾れる絵本付き特装版』 同日発売[196]、ISBN 978-4-06-522729-9

  2. 2021年8月23日発売[197]、ISBN 978-4-06-524251-3
    - 『なんか楽しくて開ける絵本付き特装版』 同日発売[198]、ISBN 978-4-06-524252-0

  3. 2022年3月23日発売[199]、ISBN 978-4-06-526611-3
    - 『なんか楽しくて遊べるかるた付き特装版』同日発売[200]、ISBN 978-4-06-527386-9

  4. 2022年7月22日発売[201]、ISBN 978-4-06-528650-0
    - 『なんか小さくてためになる豆本付き特装版』同日発売[202]、ISBN 978-4-06-528579-4

  5. 2023年1月23日発売[203]、ISBN 978-4-06-530183-8
    - 『なんか書けて遊べるレターブック付き特装版』同日発売[204]、ISBN 978-4-06-530276-7

  6. 2023年12月21日発売[205]、ISBN 978-4-06-533982-4
    - 『なんか光ってて旅したくなるご朱印帳付き特装版』同日発売[206]、ISBN 978-4-06-533983-1

  7. 2024年11月21日発売[6]、ISBN 978-4-06-537544-0
    - 『なんか飛び出ていろいろ貼れるフォトアルバム付き特装版』同日発売[207]、ISBN 978-4-06-537540-2
- 関連書籍
  - 『ちいかわ まちがいさがし なんか小さくてまちがってるやつ』 2021年11月26日発売[208]、ISBN 978-4-06-526228-3
  - 『ちいかわ ナゾトキ なんか小さくて謎めいたやつ』 2022年3月23日発売[209]、ISBN 978-4-06-526229-0
  - 『ちいかわ心理テスト なんかズバッと当たっちゃうやつ』 2022年7月22日発売[210]、ISBN 978-4-06-528678-4
  - 『ちいかわパズル なんかずるいけどスッキリするやつ』 2022年11月22日発売[211]、ISBN 978-4-06-529785-8
  - 『ちいかわ英会話 なんかいつの間にかしゃべれちゃうやつ』 2022年11月22日発売[212]、ISBN 978-4-06-528607-4
  - 『ちいかわ四字熟語 なんか使いたくなっちゃうやつ』 2023年1月23日発売[213]、ISBN 978-4-06-528607-4
  - 『ちいかわ家計簿2024 なんかお金が貯まっちゃう節約術100』 2023年8月17日発売[214]、ISBN 978-4-06-532100-3

## テレビアニメ
第1期は、2022年4月4日から2025年3月までフジテレビ系列『めざましテレビ』内にて『ちいかわ』のタイトルで放送。初回のみ月曜日に放送されたが、第2話以降は毎週金曜日に放送し、2023年4月からは金曜日に加え火曜日にも放送。
第2期は2025年7月15日より放送予定。

### 製作
声優オーディションには作者のナガノも審査に加わった。ただし制作スタッフは「ちいかわとハチワレは子役」とあらかじめ決めていたという。このうちハチワレ役の田中誠人は途中で変声期に差し掛かっており、第241話「柿の種わさび」（2025年2月4日放送分）ではそれが顕著に出ていたことからSNS上で話題となった。
第15話までは主に巨大なお菓子と戯れるちいかわ・ハチワレ・うさぎのエピソードをアニメ化されたため、原作に登場するキメラなどの怪物は出さず「ディストピアではなくほのぼの路線でいくのか」と予想する人もいたが、第16話でキメラが登場して大きな反響を呼んだ。

#### 放送事故
2023年8月29日、予定していた第95話を飛ばして第96話が放送されてしまう放送事故が発生し、『めざましテレビ』公式X（旧Twitter）で謝罪が行われた。なお、両話は9月1日に改めて放送された。なお、謝罪文では「95話を飛ばして96話を放送してしまった」とは言及されず、「別の話」と言及された。

### スタッフ
- 原作 - ナガノ[224]
- シリーズディレクター - 三原武憲[224]
- 監督 - 松村樹里亜（第121話 - ）
- キャラクターデザイン[注 1] - 朝倉夕貴[224]
- 色彩設計 - 石黒けい[224]、伊藤裕香[注 35]
- 撮影監督 - 金子直広[224]
- 編集 - 茶谷真悟[224]
- 音響監督 - 土屋雅紀[224]
- 音楽 - トクマルシューゴ[224]
- 音楽制作 - フジパシフィックミュージック
- プロデューサー - 岡安由夏（第1話 - 第120話）、障子直登、小峯雅隆
- アニメーションチーフプロデューサー - 石黒竜
- アニメーションプロデューサー - 若林さおり、鎌田肇
- アニメーション制作 - 動画工房[224]
- 製作 - ちいかわ製作委員会

### 主題歌・挿入歌
「ひとりごつ」（第11話 - 第143話、第156話 -）
ハチワレ（田中誠人）によるエンディングテーマ。作詞はナガノ、作曲・編曲はトクマルシューゴ。
エンディング映像で使われているのは「バンドVer」であるが、第10話まではインストゥルメンタル版が使用され、歌唱入り版は第11話より使用された。
原曲は第11話と第169話の挿入歌として使われている。なお、第144話から第155話は下記の「パジャマパーティーズのうた」がエンディングとして使用された。
テレビ放送ではエンディングは挿入されない。
「パジャマパーティーズのうた」
パジャマパーティーズ（諸星すみれ・長縄まりあ・篠原侑・内山茉莉）による挿入歌・エンディングテーマ。作詞はナガノ、作曲・編曲は立山秋航。歌詞は「ウワウワ」「タクタク」を中心としたスキャットで構成されている。
エンディングとしては、前述の通り「パジャマパーティーズ編」（第144話 - 第155話）で使用された。
第155話のエンディングではパジャマパーティーズのメンバーのほか、ちいかわ・ハチワレ・うさぎ（青木遥・田中誠人・小澤亜李）が加わった「パジャマパーティーズのうた ～オールスターVer.～」が使用された。
上記の「ひとりごつ」同様、テレビ放送ではエンディングは挿入されない。
「BELIEVE」
ハチワレ（田中誠人）、杉並児童合唱団（コーラス）による第119話挿入歌。作詞・作曲は杉本竜一、編曲はトクマルシューゴ。
原曲はかつて放送されていたドキュメンタリー番組『生きもの地球紀行』（NHK総合）のエンディングテーマ。
「むちゃうマンのテーマ」
影山ヒロノブによる挿入歌。作詞はナガノ、作曲はトクマルシューゴ。
第137話・第138話・第140話で使用。
「青雲のうた」
櫻井真一による第199話挿入歌で、部分的にハチワレ（田中誠人）も歌唱。作詞は伊藤アキラ、作曲は森田公一、編曲はトクマルシューゴ。
原曲は日本香堂の線香『青雲』のコマーシャルソング。初代は作曲者の森田が歌唱。その後、尾崎紀世彦、錦織健、林家たい平が歌唱。
「時の旅人」
黒い星（林エリザベッタ燕）、杉並児童合唱団による挿入歌。作詞は深田じゅんこ、作曲は橋本祥路、編曲はトクマルシューゴ。
第228話・第229話・第230話で使用。
「ハッピーバースデーのうた」
杉並児童合唱団による挿入歌。作詞はナガノ、作曲・編曲はトクマルシューゴ。
第257話で使用。

### 各話リスト

#### 第1期
| 話数 | サブタイトル                         | コンテ       | 演出                                             | 作画監督             | 総作画監督         | 初放送日      |
| ---- | ------------------------------------ | ------------ | ------------------------------------------------ | -------------------- | ------------------ | ------------- |
| 001  | かためのプリン／ホットケーキ         | 三原武憲     | 三原武憲                                         | 辻智子               | 朝倉夕貴           | 2022年 4月4日 |
| 002  | スフィンクス／ほんものだ             | 三原武憲     | 三原武憲                                         | 辻智子               | 朝倉夕貴           | 4月8日        |
| 003  | イカ／パイシチュー                   | 佐藤雅子     | 乃木流帆                                         | 岡昭彦               | 朝倉夕貴           | 4月15日       |
| 004  | ブロッコリー／ピザまん               | 三原武憲     | 三原武憲                                         | 朝倉夕貴、山口仁七   | 朝倉夕貴           | 4月22日       |
| 005  | チャリメラ／チャルメラ               | 三原武憲     | 三原武憲                                         | 朝倉夕貴、山口仁七   | 朝倉夕貴           | 4月29日       |
| 006  | ともだち／ドラ焼き                   | 三原武憲     | 吉崎譲                                           | 水守空               | 朝倉夕貴           | 5月6日        |
| 007  | ヤクルト／キラカード                 | 三原武憲     | 吉崎譲                                           | 水守空               | 朝倉夕貴           | 5月13日       |
| 008  | みんなでヤクルト／毛玉でた           | 三原武憲     | 吉崎譲                                           | 水守空               | 朝倉夕貴           | 5月20日       |
| 009  | たべっ子どうぶつ／ブタメン           | 三原武憲     | 吉崎譲                                           | 水守空               | 朝倉夕貴           | 5月27日       |
| 010  | もち／なんか夢みた                   | 三原武憲     | 吉崎譲                                           | 水守空               | 朝倉夕貴           | 6月3日        |
| 011  | ひとりごつ                           | 三原武憲     | 三原武憲                                         | 三谷暢之             | 朝倉夕貴           | 6月10日       |
| 012  | パック寿司／お寿司屋さん             | 三原武憲     | アスラフィルム、濱本真理                         | 朝倉夕貴             | 朝倉夕貴           | 6月17日       |
| 013  | ラムネ／焼きマシュマロ               | 三原武憲     | アスラフィルム、濱本真理                         | 浅尾遥               | 朝倉夕貴           | 6月24日       |
| 014  | ラッキーマンボウ／酢こんぶ           | 三原武憲     | アスラフィルム、濱本真理                         | 池内陽               | 朝倉夕貴           | 7月1日        |
| 015  | ゼリー／カヌレ                       | 三原武憲     | アスラフィルム、濱本真理                         | 浅尾遥               | 朝倉夕貴           | 7月8日        |
| 016  | キメラ／イヤ                         | 三原武憲     | アスラフィルム、濱本真理                         | 朝倉夕貴、三原武憲   | 朝倉夕貴           | 7月15日       |
| 017  | ガーン／さすまた                     | 三原武憲     | アスラフィルム、濱本真理                         | 浅尾遥               | 朝倉夕貴           | 7月22日       |
| 018  | 草むしり／おそろい                   | 三原武憲     | アスラフィルム、濱本真理                         | 浅尾遥、水守空       | 朝倉夕貴           | 7月29日       |
| 019  | なんか出た／元気でた                 | 三原武憲     | アスラフィルム、濱本真理                         | 朝倉夕貴、水守空     | 朝倉夕貴           | 8月5日        |
| 020  | うさぎの手                           | 三原武憲     | アスラフィルム、濱本真理                         | 朝倉夕貴、水守空     | 朝倉夕貴           | 8月12日       |
| 021  | なんとかバニア①                      | 三原武憲     | 吉崎譲                                           | 浅尾遥、水守空       | 浅尾遥             | 8月19日       |
| 022  | なんとかバニア②                      | 三原武憲     | 吉崎譲                                           | 池内陽、水守空       | 朝倉夕貴           | 8月26日       |
| 023  | なんとかバニア③／ケチャップパスタ    | 三原武憲     | 三原武憲                                         | 中林蘭子             | 浅尾遥             | 9月2日        |
| 024  | おうち／お泊まり                     | 三原武憲     | 三原武憲                                         | 古村祐香里、夏木洋   | 朝倉夕貴           | 9月9日        |
| 025  | カルメ焼き／ついにやったゾ           | 三原武憲     | 三原武憲                                         | 浅尾遥               | 朝倉夕貴           | 9月16日       |
| 026  | こわい話／お腹イタ                   | つしまゆりか | つしまゆりか                                     | つしまゆりか         | 朝倉夕貴           | 9月23日       |
| 027  | 泳ごう／返せ                         | 春日森春木   | 金成旻                                           | 池内陽、浅尾遥       | 浅尾遥             | 9月30日       |
| 028  | ポシェット／使ってま〜す             | 春日森春木   | 吉崎譲                                           | 水守空               | 北川隆之           | 10月7日       |
| 029  | しかってみろ／私の作品               | 春日森春木   | 吉崎譲                                           | 水守空               | 朝倉夕貴           | 10月14日      |
| 030  | カメラ欲しい／えいっ                 | 春日森春木   | 吉崎譲                                           | 水守空               | 朝倉夕貴           | 10月21日      |
| 031  | 穴に落ちた①                          | 春日森春木   | 乃木流帆                                         | 古沢英明             | 北川隆之           | 10月28日      |
| 032  | 穴に落ちた②                          | 春日森春木   | 乃木流帆                                         | 古沢英明             | 浅尾遥             | 11月4日       |
| 033  | 穴に落ちた③                          | 春日森春木   | 乃木流帆                                         | 池内陽、池谷祥明     | 朝倉夕貴           | 11月11日      |
| 034  | エラ／シャーッ                       | 佐藤雅子     | 乃木流帆                                         | 浅尾遥               | 北川隆之           | 11月18日      |
| 035  | くりまんじゅう／乗りマンボー         | 三原武憲     | 三原武憲                                         | 水守空               | 朝倉夕貴           | 11月25日      |
| 036  | ふしぎな杖①                          | 篠崎康行     | 乃木流帆                                         | 谷川亮介             | 浅尾遥             | 12月2日       |
| 037  | ふしぎな杖②                          | 篠崎康行     | 乃木流帆                                         | 谷川亮介             | 北川隆之           | 12月9日       |
| 038  | ふしぎな杖③                          | 篠崎康行     | 乃木流帆                                         | 焜炉                 | 浅尾遥             | 12月16日      |
| 039  | ふしぎな杖④                          | 篠崎康行     | 乃木流帆                                         | Yumna Taqiyyah       | 朝倉夕貴           | 12月23日      |
| 040  | 耳がぱるん／タコス                   | アミノテツロ | 吉崎譲                                           | 北川隆之             | 北川隆之           | 2023年 1月6日 |
| 041  | 郎の練習／攻略サイト                 | アミノテツロ | 吉崎譲                                           | 北川隆之             | 北川隆之           | 1月13日       |
| 042  | ニンニクカラメ！                     | アミノテツロ | 吉崎譲                                           | 浅尾遥               | 浅尾遥             | 1月20日       |
| 043  | きんちょうした／郎にモモンガ         | アミノテツロ | アスラフィルム、濱本真理                         | 池内陽、古沢英明     | 朝倉夕貴           | 1月27日       |
| 044  | 寝起きの体操                         | アミノテツロ | アスラフィルム、濱本真理                         | 北川隆之、竹いおり   | 北川隆之           | 2月3日        |
| 045  | 焼きしいたけ／シュークリーム         | アミノテツロ | アスラフィルム、濱本真理                         | 銀さん、金子俊太郎   | 浅尾遥             | 2月10日       |
| 046  | お弁当／パジャマ                     | 篠崎康行     | アスラフィルム、濱本真理                         | 中山みゆき           | 北川隆之           | 2月17日       |
| 047  | 夜ふかし                             | 篠崎康行     | アスラフィルム、濱本真理                         | マーク・ガラン       | 朝倉夕貴           | 2月24日       |
| 048  | 流れ星／叶うかな                     | 篠崎康行     | アスラフィルム、濱本真理                         | 福留佳奈、川上琢人   | 北川隆之           | 3月3日        |
| 049  | 水風呂／クエン酸                     | 篠崎康行     | アスラフィルム、濱本真理                         | 福留佳奈、川上琢人   | 浅尾遥             | 3月10日       |
| 050  | どんぐり／いい日                     | 篠崎康行     | アスラフィルム、濱本真理                         | 池内陽               | 朝倉夕貴           | 3月17日       |
| 051  | 虫、ギチギチ／危なかった・・・な     | 三原武憲     | アスラフィルム、濱本真理                         | 福留佳奈             | 北川隆之           | 3月24日       |
| 052  | 強くなるには                         | 三原武憲     | アスラフィルム、濱本真理                         | 福留佳奈             | 朝倉夕貴           | 3月31日       |
| 053  | 討伐ランキング／上位ランカー         | 三原武憲     | ダンデライオンアニメーションスタジオ、槇尾美弥子 | Sydney Yang          | 浅尾遥             | 4月4日        |
| 054  | マーク／パフェ                       | アミノテツロ | ダンデライオンアニメーションスタジオ、槇尾美弥子 | Kamille Areopagita   | 北川隆之           | 4月7日        |
| 055  | あみあぶら／うさぎの武器             | アミノテツロ | ダンデライオンアニメーションスタジオ、槇尾美弥子 | 焜炉                 | 朝倉夕貴           | 4月11日       |
| 056  | なぐさめろ／泣いちゃった             | アミノテツロ | ダンデライオンアニメーションスタジオ、鈴木健太   | Yumna Taqiyyah       | 北川隆之           | 4月14日       |
| 057  | 草むしり検定／古本                   | 松村樹里亜   | ダンデライオンアニメーションスタジオ、鈴木健太   | 瀧澤栞夕             | 朝倉夕貴           | 4月18日       |
| 058  | 勉強中／お昼ごはん                   | 松村樹里亜   | 木村寛                                           | 新城真               | 北川隆之           | 4月21日       |
| 059  | 夜食／試験当日                       | 松村樹里亜   | 木村寛                                           | 新城真               | 浅尾遥             | 4月25日       |
| 060  | むずかしかった／心配                 | 松村樹里亜   | 木村寛                                           | 新城真               | 朝倉夕貴           | 4月28日       |
| 061  | 合格発表                             | 佐藤雅子     | 北川隆之                                         | 北川隆之             | 北川隆之           | 5月2日        |
| 062  | 同じ気持ちじゃないとき               | 佐藤雅子     | 北川隆之                                         | 北川隆之             | 北川隆之           | 5月5日        |
| 063  | お祝い                               | 佐藤雅子     | ダンデライオンアニメーションスタジオ、鈴木健太   | こふぃ               | 朝倉夕貴           | 5月9日        |
| 064  | お手柄                               | 佐藤雅子     | 佐藤雅子                                         | 浅尾遥               | 浅尾遥             | 5月12日       |
| 065  | プレゼント／宝物                     | 佐藤雅子     | 佐藤雅子                                         | 古沢英明             | 北川孝之           | 5月16日       |
| 066  | うさぎの日々／無限白米               | アミノテツロ | フリッカ、村上寛光                               | 朝倉夕貴             | 朝倉夕貴           | 5月19日       |
| 067  | ふりかけ／炊き立て                   | アミノテツロ | フリッカ、村上寛光                               | 朝倉夕貴             | 朝倉夕貴           | 5月23日       |
| 068  | 甘いもの／湧くトコロ                 | アミノテツロ | フリッカ、村上寛光                               | 北川隆之             | 北川隆之           | 5月26日       |
| 069  | しょっぱみ／鮭とば                   | アミノテツロ | フリッカ、村上寛光                               | 浅尾遥               | 浅尾遥             | 5月30日       |
| 070  | 三ツ星レストラン①                    | 宮崎なぎさ   | 佐藤皇太郎                                       | 彭佩琦               | 朝倉夕貴           | 6月2日        |
| 071  | 三ツ星レストラン②                    | 宮崎なぎさ   | 佐藤皇太郎                                       | 彭佩琦               | 北川隆之           | 6月6日        |
| 072  | 三ツ星レストラン③                    | 宮崎なぎさ   | 佐藤皇太郎                                       | 彭佩琦               | 朝倉夕貴           | 6月9日        |
| 073  | 三ツ星レストラン④                    | 宮崎なぎさ   | 佐藤皇太郎                                       | 彭佩琦               | 北川隆之           | 6月13日       |
| 074  | 三ツ星レストラン⑤                    | 宮崎なぎさ   | 佐藤皇太郎                                       | 彭佩琦               | 浅尾遥             | 6月16日       |
| 075  | 三ツ星レストラン⑥                    | 宮崎なぎさ   | 佐藤皇太郎                                       | 彭佩琦               | 浅尾遥             | 6月20日       |
| 076  | 亀裂／グーチョキパー                 | アミノテツロ | 北川隆之                                         | 北川隆之             | 北川隆之           | 6月23日       |
| 077  | 擬態型か〜？                         | アミノテツロ | 北川隆之                                         | 北川隆之             | 北川隆之           | 6月27日       |
| 078  | カメラ買っちゃった                   | アミノテツロ | 粟井重紀                                         | 火鳥動画制作集団     | 北川隆之           | 6月30日       |
| 079  | 試し撮り                             | アミノテツロ | 粟井重紀                                         | 杜野都               | 朝倉夕貴           | 7月4日        |
| 080  | どんどん撮ろう                       | アミノテツロ | 粟井重紀                                         | 火鳥動画制作集団     | 浅尾遥             | 7月7日        |
| 081  | ブレちゃってる／傷                   | アミノテツロ | 粟井重紀                                         | 火鳥動画制作集団     | 北川隆之           | 7月11日       |
| 082  | 夜空／夜勤                           | 三原武憲     | 粟井重紀                                         | 火鳥動画制作集団     | 朝倉夕貴           | 7月14日       |
| 083  | たこ焼きパーティー                   | 三原武憲     | 三原武憲                                         | 北川隆之             | 北川隆之           | 7月18日       |
| 084  | あたりでろ／けん玉おじさん           | 三原武憲     | 三原武憲                                         | 浅尾遥               | 浅尾遥             | 7月21日       |
| 085  | スイッチ                             | 岡野慎吾     | ウサギ王、中澤佳菜                               | Kamille Areopagita   | 朝倉夕貴           | 7月25日       |
| 086  | 新しいともだち①                      | 岡野慎吾     | ウサギ王、中澤佳菜                               | Franziska van Wulfen | 朝倉夕貴           | 7月28日       |
| 087  | 新しいともだち②                      | 岡野慎吾     | ウサギ王、中澤佳菜                               | 新村杏子             | 朝倉夕貴           | 8月1日        |
| 088  | 新しいともだち③                      | 岡野慎吾     | ウサギ王、中澤佳菜                               | 荒木詩織             | 浅尾遥             | 8月4日        |
| 089  | 新しいともだち④                      | 岡野慎吾     | ウサギ王、中澤佳菜                               | 新村杏子             | 浅尾遥             | 8月8日        |
| 090  | 新しいともだち⑤                      | 岡野慎吾     | ウサギ王、中澤佳菜                               | 中山みゆき           | 朝倉夕貴           | 8月11日       |
| 091  | 新しいともだち⑥                      | 岡野慎吾     | ウサギ王、中澤佳菜                               | 北川隆之             | 北川隆之           | 8月15日       |
| 092  | 新しいともだち⑦                      | 岡野慎吾     | ウサギ王、中澤佳菜                               | 大津りか             | 浅尾遥             | 8月18日       |
| 093  | 新しいともだち⑧                      | 岡野慎吾     | ウサギ王、中澤佳菜                               | 沖田直美             | 朝倉夕貴           | 8月22日       |
| 094  | シークレットでろ                     | 佐藤皇太郎   | 佐藤皇太郎                                       | 木藪てん             | 北川隆之           | 8月25日       |
| 095  | 元気でるヨ／思い出                   | 佐藤皇太郎   | 佐藤皇太郎                                       | bekobeko             | 北川隆之           | 9月1日        |
| 096  | ほんこわ①                            | 三原武憲     | 松村樹里亜                                       | 酒井愛理             | 北川隆之           | 8月29日       |
| 097  | ほんこわ②                            | 三原武憲     | 松村樹里亜                                       | 池内陽               | 北川隆之           | 9月5日        |
| 098  | ほんこわ③                            | 三原武憲     | 松村樹里亜                                       | 池内陽               | 北川隆之           | 9月8日        |
| 099  | ほんこわ④                            | 三原武憲     | 松村樹里亜                                       | 小沼由莉香           | 朝倉夕貴           | 9月12日       |
| 100  | ほんこわ⑤                            | 三原武憲     | 松村樹里亜                                       | 北川隆之             | 北川隆之           | 9月15日       |
| 101  | ドライブ①                            | 槙麻里奈     | 槙麻里奈                                         | 槙麻里奈             | 浅尾遥             | 9月19日       |
| 102  | ドライブ②                            | 槙麻里奈     | 槙麻里奈                                         | 槙麻里奈             | 浅尾遥             | 9月22日       |
| 103  | 肉みがき／注ぎ方のマネ               | 三原武憲     | 北川隆之                                         | 北川隆之             | 北川隆之           | 9月26日       |
| 104  | ジャムトースト／マネするなッ         | 三原武憲     | 朝倉夕貴                                         | 平山寛菜             | 朝倉夕貴           | 9月29日       |
| 105  | ファンレター／からあげレモン         | 三原武憲     | 北川隆之                                         | 麻田聡美             | 北川隆之           | 10月3日       |
| 106  | どっちにしよう／何入れてたの？       | 北川隆之     | 北川隆之                                         | 北川隆之             | 北川隆之           | 10月6日       |
| 107  | 勉強会／再試験                       | 北川隆之     | 北川隆之                                         | 北川隆之             | 北川隆之           | 10月10日      |
| 108  | 行こうね／ドキドキ                   | 北川隆之     | 北川隆之                                         | 北川隆之             | 北川隆之           | 10月13日      |
| 109  | 再試験どうだった？                   | 北川隆之     | 北川隆之                                         | 北川隆之             | 北川隆之           | 10月17日      |
| 110  | 差し入れ                             | 北川隆之     | 北川隆之                                         | 北川隆之             | 北川隆之           | 10月20日      |
| 111  | むちゃうまプリン／応募               | 北川隆之     | 北川隆之                                         | 北川隆之             | 北川隆之           | 10月24日      |
| 112  | 当選／すきやきの歌                   | 北川隆之     | 北川隆之                                         | 北川隆之             | 北川隆之           | 10月27日      |
| 113  | 卵溶きタイム／おいしいお味           | 北川隆之     | 北川隆之                                         | 北川隆之             | 北川隆之           | 10月31日      |
| 114  | 仲良くしすぎだ                       | 北川隆之     | 北川隆之                                         | 北川隆之             | 北川隆之           | 11月3日       |
| 115  | 肩車／生地だけだ                     | 北川隆之     | 北川隆之                                         | 北川隆之             | 北川隆之           | 11月7日       |
| 116  | 好きに使いな／ピザ                   | 槙麻里奈     | 槙麻里奈                                         | 槙麻里奈             | 北川隆之           | 11月10日      |
| 117  | スイーツ大集合／車どこ？             | 槙麻里奈     | 槙麻里奈                                         | 槙麻里奈             | 北川隆之           | 11月14日      |
| 118  | おくるみ／プーン                     | 槙麻里奈     | 槙麻里奈                                         | 槙麻里奈             | 浅尾遥             | 11月17日      |
| 119  | ビリーブ                             | 槙麻里奈     | 槙麻里奈                                         | 槙麻里奈             | 北川隆之           | 11月21日      |
| 120  | 花かんむり／またね                   | 三原武憲     | 朝倉夕貴                                         | 朝倉夕貴             | 朝倉夕貴           | 11月24日      |
| 121  | 紅葉狩り①                            | 北川隆之     | 松村樹里亜                                       | 岡昭彦               | 朝倉夕貴           | 11月28日      |
| 122  | 紅葉狩り②                            | 北川隆之     | 松村樹里亜                                       | 朝倉夕貴             | -                  | 12月1日       |
| 123  | スーパーアルバイター①                | 藤原良二     | 松村樹里亜                                       | 浅尾遥               | -                  | 12月5日       |
| 124  | スーパーアルバイター②                | 藤原良二     | 松村樹里亜                                       | 浅尾遥               | -                  | 12月8日       |
| 125  | 郎の掲示板／いもむしパン             | 藤原良二     | 松村樹里亜                                       | 岡昭彦               | 浅尾遥             | 12月12日      |
| 126  | おかし買えたよ                       | 松村樹里亜   | 縫部萌                                           | 朝倉夕貴             | -                  | 12月15日      |
| 127  | 人気のパジャマ                       | 松村樹里亜   | 縫部萌                                           | 岡昭彦               | 浅尾遥             | 12月19日      |
| 128  | おそろい                             | 松村樹里亜   | 縫部萌                                           | 岡昭彦               | 浅尾遥             | 12月22日      |
| 129  | おっきい討伐①                        | 松村樹里亜   | 縫部萌                                           | 岡昭彦               | 浅尾遥             | 12月26日      |
| 130  | おっきい討伐②                        | 藤原良二     | 縫部萌                                           | 浅尾遥               | -                  | 2024年 1月5日 |
| 131  | おっきい討伐③                        | 藤原良二     | 小野隆宏                                         | 岡昭彦               | 朝倉夕貴           | 1月9日        |
| 132  | えんぶ／びっくりするか               | 藤原良二     | 小野隆宏                                         | 岡昭彦               | 朝倉夕貴           | 1月12日       |
| 133  | しじみ／パジャマのつどい             | 松村樹里亜   | 小野隆宏                                         | 朝倉夕貴             | -                  | 1月16日       |
| 134  | スライスチーズ／チータラ             | 松村樹里亜   | 小野隆宏                                         | 朝倉夕貴             | -                  | 1月19日       |
| 135  | たこウインナー                       | 北川隆之     | 小野隆宏                                         | 浅尾遥               | -                  | 1月23日       |
| 136  | おかしのまちおか                     | 藤原良二     | 小野隆宏                                         | 朝倉夕貴             | -                  | 1月26日       |
| 137  | むちゃうマン①                        | 永居慎平     | 飯田悠一郎                                       | 飯田悠一郎           | 朝倉夕貴           | 1月30日       |
| 138  | むちゃうマン②                        | 永居慎平     | 飯田悠一郎                                       | 朝倉夕貴             | -                  | 2月2日        |
| 139  | むちゃうマン③                        | 永居慎平     | 飯田悠一郎                                       | 飯田悠一郎           | 朝倉夕貴           | 2月6日        |
| 140  | むちゃうマン④                        | 永居慎平     | 飯田悠一郎                                       | 浅尾遥               | -                  | 2月9日        |
| 141  | むちゃうマン⑤                        | 永居慎平     | 飯田悠一郎                                       | 浅尾遥               | -                  | 2月13日       |
| 142  | レインコート                         | 宮崎なぎさ   | 宮崎なぎさ                                       | 岡昭彦               | 朝倉夕貴           | 2月16日       |
| 143  | 作る／生え変わり                     | 宮崎なぎさ   | 綾部萌                                           | 朝倉夕貴             | -                  | 2月20日       |
| 144  | パジャマパーティーズ①                | 春日森春木   | 春日森春木                                       | 朝倉夕貴             | -                  | 2月23日       |
| 145  | パジャマパーティーズ②                | 春日森春木   | 春日森春木                                       | 朝倉夕貴             | -                  | 2月27日       |
| 146  | パジャマパーティーズ③                | 春日森春木   | 春日森春木                                       | 朝倉夕貴             | -                  | 3月1日        |
| 147  | パジャマパーティーズ④                | 春日森春木   | 春日森春木                                       | 浅尾遥               | -                  | 3月5日        |
| 148  | パジャマパーティーズ⑤                | 春日森春木   | 春日森春木                                       | 岡昭彦               | 浅尾遥             | 3月8日        |
| 149  | パジャマパーティーズ⑥                | 春日森春木   | 春日森春木                                       | 浅尾遥               | -                  | 3月12日       |
| 150  | パジャマパーティーズ⑦                | 春日森春木   | 春日森春木                                       | 浅尾遥               | -                  | 3月15日       |
| 151  | パジャマパーティーズ⑧                | 春日森春木   | 春日森春木                                       | 浅尾遥               | -                  | 3月19日       |
| 152  | パジャマパーティーズ⑨                | 春日森春木   | 春日森春木                                       | 浅尾遥               | -                  | 3月22日       |
| 153  | パジャマパーティーズ⑩                | 春日森春木   | 春日森春木                                       | 岡昭彦               | 浅尾遥             | 3月26日       |
| 154  | パジャマパーティーズ⑪                | 春日森春木   | 春日森春木                                       | 朝倉夕貴             | -                  | 3月29日       |
| 155  | パジャマパーティーズ⑫                | 春日森春木   | 春日森春木                                       | 朝倉夕貴             | -                  | 4月2日        |
| 156  | 何考えてるの？                       | 宮崎なぎさ   | NAZ、小野隆宏                                    | 中川洋未             | -                  | 4月5日        |
| 157  | みろ／チッチッチ                     | 宮崎なぎさ   | NAZ、小野隆宏                                    | 朝倉夕貴             | -                  | 4月9日        |
| 158  | アラザン／雨やどり                   | 三原武憲     | ウサギ王、中澤佳菜                               | 朝倉夕貴             | -                  | 4月12日       |
| 159  | サンドイッチ記念                     | 三原武憲     | ウサギ王、中澤佳菜                               | 岡昭彦               | 浅尾遥             | 4月16日       |
| 160  | ほめられリボン①                      | 三原武憲     | ウサギ王、中澤佳菜                               | 岡昭彦               | 中川洋未           | 4月19日       |
| 161  | ほめられリボン②                      | 三原武憲     | 浅尾遥                                           | -                    | -                  | 4月23日       |
| 162  | ほめられリボン③                      | 三原武憲     | 浅尾遥                                           | -                    | -                  | 4月26日       |
| 163  | ほめられリボン④                      | 三原武憲     | 浅尾遥                                           | -                    | -                  | 4月30日       |
| 164  | ほめられリボン⑤                      | 三原武憲     | 浅尾遥                                           | -                    | -                  | 5月3日        |
| 165  | さたぱんびん／さんぴん茶             | 宮崎なぎさ   | NAZ、小野隆宏                                    | 岡昭彦               | 朝倉夕貴           | 5月7日        |
| 166  | 助手なんだ／お師匠                   | 宮崎なぎさ   | NAZ、小野隆宏                                    | 朝倉夕貴             | -                  | 5月10日       |
| 167  | 中止／自分のことみたい               | 永居慎平     | NAZ、小野隆宏                                    | 岡昭彦               | 浅尾遥             | 5月14日       |
| 168  | ピクニック①                          | 三原武憲     | NAZ、小野隆宏                                    | 岡昭彦               | 浅尾遥             | 5月17日       |
| 169  | ピクニック②                          | 三原武憲     | 朝倉夕貴                                         | -                    | -                  | 5月21日       |
| 170  | ピクニック③                          | 三原武憲     | NAZ、小野隆宏                                    | 朝倉夕貴             | -                  | 5月24日       |
| 171  | ムニヤーム／アリジゴク               | 三原武憲     | NAZ、小野隆宏                                    | 岡昭彦               | 浅尾遥             | 5月28日       |
| 172  | ちいかわの夢①                        | 三原武憲     | 博多正寿                                         | 浅尾遥               | -                  | 5月31日       |
| 173  | ちいかわの夢②                        | 三原武憲     | 博多正寿                                         | 浅尾遥               | -                  | 6月4日        |
| 174  | ちいかわの夢③                        | 三原武憲     | 博多正寿                                         | 中川洋未             | 朝倉夕貴           | 6月7日        |
| 175  | ちいかわの夢④                        | 三原武憲     | 博多正寿                                         | 中川洋未、岡昭彦     | 朝倉夕貴           | 6月11日       |
| 176  | ちいかわの夢⑤                        | 三原武憲     | 博多正寿                                         | 岡昭彦               | 浅尾遥             | 6月14日       |
| 177  | ちいかわの夢⑥                        | 三原武憲     | 博多正寿                                         | 岡昭彦               | 浅尾遥             | 6月18日       |
| 178  | あのこ                               | 三原武憲     | 松村樹里亜                                       | 岡昭彦               | 浅尾遥             | 6月21日       |
| 179  | 歌声／ウィンナーコーヒー             | 永居慎平     | 縫部萌、平山孝成                                 | 浅尾遥               | -                  | 6月25日       |
| 180  | カキ／締めのステーキ                 | 永居慎平     | 縫部萌、平山孝成                                 | 浅尾遥               | -                  | 6月28日       |
| 181  | 缶クッキー                           | 永居慎平     | 縫部萌、平山孝成                                 | 岡明彦               | 朝倉夕貴           | 7月2日        |
| 182  | 夜の出来事①                          | 永居慎平     | マツリダゴッホ                                   | 中川洋美、岡明彦     | 中川洋美           | 7月5日        |
| 183  | 夜の出来事②                          | 永居慎平     | マツリダゴッホ                                   | 浅尾遥               | 中川洋美           | 7月9日        |
| 184  | 夜の出来事③                          | 永居慎平     | マツリダゴッホ                                   | 中川洋美             | -                  | 7月12日       |
| 185  | 夜の出来事④                          | 永居慎平     | マツリダゴッホ                                   | 朝倉夕貴             | -                  | 7月16日       |
| 186  | 夜の出来事⑤                          | 永居慎平     | マツリダゴッホ                                   | 浅尾遥               | -                  | 7月19日       |
| 187  | フレンチトースト／お師匠！？         | 永居慎平     | 縫部萌、平山孝成                                 | 川本由美子           | 朝倉夕貴           | 7月23日       |
| 188  | 光る輪／虫の夢                       | 永居慎平     | 縫部萌、平山孝成                                 | 岡昭彦               | 浅尾遥             | 7月26日       |
| 189  | オデと牢獄①                          | 北川隆之     | 松村樹里亜                                       | 浅尾遥               | -                  | 7月30日       |
| 190  | オデと牢獄②                          | 北川隆之     | 松村樹里亜                                       | 浅尾遥               | -                  | 8月2日        |
| 191  | オデと牢獄③                          | 北川隆之     | 松村樹里亜                                       | 阿部愛由美           | 朝倉夕貴           | 8月6日        |
| 192  | オデと牢獄④                          | 北川隆之     | 松村樹里亜                                       | 朝倉夕貴             | -                  | 8月9日        |
| 193  | オデと牢獄⑤                          | 北川隆之     | 松村樹里亜                                       | 岡昭彦               | 朝倉夕貴           | 8月13日       |
| 194  | オデと牢獄⑥                          | 北川隆之     | 松村樹里亜                                       | 岡昭彦               | 浅尾遥             | 8月16日       |
| 195  | オデと牢獄⑦                          | 北川隆之     | 松村樹里亜                                       | 浅尾遥               | -                  | 8月20日       |
| 196  | オデと牢獄⑧                          | 北川隆之     | 松村樹里亜                                       | 朝倉夕貴             | -                  | 8月23日       |
| 197  | オデと牢獄⑨                          | 北川隆之     | 松村樹里亜                                       | 朝倉夕貴             | -                  | 8月27日       |
| 198  | オデと牢獄⑩                          | 北川隆之     | 松村樹里亜                                       | 浅尾遥               | -                  | 8月30日       |
| 199  | 青雲                                 | 永居慎平     | 縫部萌、平山孝成                                 | huxian               | 朝倉夕貴           | 9月3日        |
| 200  | コース料理①                          | 永居慎平     | 縫部萌、平山孝成                                 | 浅尾遥               | -                  | 9月6日        |
| 201  | コース料理②                          | 永居慎平     | 縫部萌、平山孝成                                 | 朝倉夕貴             | -                  | 9月10日       |
| 202  | スロット①                            | ひいろゆきな | ひいろゆきな                                     | 櫛引菖子             | 岡昭彦             | 9月13日       |
| 203  | スロット②                            | ひいろゆきな | ひいろゆきな                                     | 岡昭彦               | -                  | 9月17日       |
| 204  | スロット③                            | ひいろゆきな | ひいろゆきな                                     | 岡昭彦               | -                  | 9月20日       |
| 205  | スロット④                            | ひいろゆきな | ひいろゆきな                                     | 槙麻里奈             | 岡昭彦             | 9月24日       |
| 206  | スロット⑤                            | ひいろゆきな | ひいろゆきな                                     | 岡昭彦               | -                  | 9月27日       |
| 207  | スロット⑥                            | ひいろゆきな | ひいろゆきな                                     | 辻智子               | 岡昭彦             | 10月1日       |
| 208  | スロット⑦                            | ひいろゆきな | ひいろゆきな                                     | 酒井愛理             | 岡昭彦             | 10月4日       |
| 209  | スロット⑧                            | ひいろゆきな | ひいろゆきな                                     | 酒井愛理             | 岡昭彦             | 10月8日       |
| 210  | スロット⑨                            | ひいろゆきな | ひいろゆきな                                     | 岡昭彦               | -                  | 10月11日      |
| 211  | スロット⑩／トランプ                  | ひいろゆきな | ひいろゆきな                                     | 中川洋未             | 岡昭彦             | 10月15日      |
| 212  | ジャンケン／武器の味                 | 博多正寿     | 博多正寿                                         | 朝倉夕貴             | -                  | 10月18日      |
| 213  | 黒い流れ星の話／立ち食いそば         | 博多正寿     | 博多正寿                                         | 清水麻美             | 朝倉夕貴           | 10月22日      |
| 214  | ディナーロール                       | 越田知明     | 博多正寿                                         | huxian               | 浅尾遥             | 10月25日      |
| 215  | 黒い流れ星・前編①                    | 越田知明     | 博多正寿                                         | 櫛引菖子             | 浅尾遥             | 10月29日      |
| 216  | 黒い流れ星・前編②                    | 越田知明     | 縫部萌                                           | 原科太樹             | 朝倉夕貴           | 11月1日       |
| 217  | 黒い流れ星・前編③                    | 越田知明     | 縫部萌                                           | 辻智子               | 朝倉夕貴           | 11月5日       |
| 218  | 黒い流れ星・前編④                    | 越田知明     | 縫部萌                                           | 浅尾遥               | -                  | 11月8日       |
| 219  | 黒い流れ星・前編⑤                    | 北川隆之     | 縫部萌                                           | 原科大樹             | 朝倉夕貴           | 11月12日      |
| 220  | 黒い流れ星・前編⑥                    | 北川隆之     | 縫部萌                                           | 辻智子               | 朝倉夕貴           | 11月15日      |
| 221  | 黒い流れ星・前編⑦                    | 三原武憲     | NAZ、小野隆宏                                    | 浅尾遥               | -                  | 11月19日      |
| 222  | 黒い流れ星・後編①                    | 三原武憲     | NAZ、小野隆宏                                    | 浅尾遥               | -                  | 11月22日      |
| 223  | 黒い流れ星・後編②                    | 三原武憲     | NAZ、小野隆宏                                    | 酒井愛理             | 浅尾遥             | 11月26日      |
| 224  | 黒い流れ星・後編③                    | 三原武憲     | つしまゆりか                                     | 日向晴香             | 朝倉夕貴           | 11月29日      |
| 225  | 黒い流れ星・後編④                    | 三原武憲     | つしまゆりか                                     | 日向晴香             | 朝倉夕貴           | 12月3日       |
| 226  | 黒い流れ星・後編⑤                    | 三原武憲     | つしまゆりか                                     | 日向晴香             | 浅尾遥             | 12月6日       |
| 227  | 黒い流れ星・後編⑥                    | 三原武憲     | つしまゆりか                                     | 日向晴香             | 浅尾遥             | 12月10日      |
| 228  | 黒い流れ星・後編⑦                    | 三原武憲     | 縫部萌                                           | 岡昭彦               | 浅尾遥             | 12月13日      |
| 229  | 黒い流れ星・後編⑧                    | 三原武憲     | 縫部萌                                           | 酒井愛理             | 朝倉夕貴           | 12月17日      |
| 230  | 黒い流れ星・後編⑨                    | 三原武憲     | 縫部萌                                           | 岡昭彦               | 朝倉夕貴           | 12月20日      |
| 231  | 黒い流れ星・後編⑩                    | 三原武憲     | 臼井文明                                         | 長田雄樹             | 朝倉夕貴           | 12月24日      |
| 232  | 黒い流れ星・後編⑪                    | 三原武憲     | 臼井文明                                         | 長田雄樹             | 朝倉夕貴           | 12月27日      |
| 233  | 黒い流れ星・後編⑫                    | 三原武憲     | 臼井文明                                         | 長田雄樹、助三狼牙   | 朝倉夕貴、中川洋美 | 2025年 1月7日 |
| 234  | 黒い流れ星・後編⑬                    | 三原武憲     | 臼井文明                                         | 長田雄樹             | 浅尾遥             | 1月10日       |
| 235  | 黒い流れ星・後編⑭                    | 三原武憲     | 縫部萌                                           | 岡昭彦               | 浅尾遥             | 1月14日       |
| 236  | おしるこ／夜のおソバ                 | 槙麻里奈     | 槙麻里奈                                         | 槙麻里奈             | 浅尾遥             | 1月17日       |
| 237  | なまがわき／毛量                     | 槙麻里奈     | 槙麻里奈                                         | 槙麻里奈             | 辻智子             | 1月21日       |
| 238  | ハチワレの一日                       | 槙麻里奈     | 槙麻里奈                                         | 槙麻里奈             | 朝倉夕貴           | 1月24日       |
| 239  | ハチワレの一日②／帽子                | 槙麻里奈     | 槙麻里奈                                         | 槙麻里奈             | 浅尾遥             | 1月28日       |
| 240  | 朝風呂                               | 槙麻里奈     | 槙麻里奈                                         | 槙麻里奈             | 朝倉夕貴           | 1月31日       |
| 241  | 柿の種わさび                         | 縫部萌       | 縫部萌                                           | 岡昭彦               | -                  | 2月4日        |
| 242  | おでんのお出汁                       | 縫部萌       | 縫部萌                                           | 浅尾遥               | -                  | 2月7日        |
| 243  | ホッピー／お酒の資格                 | 松村樹理亜   | 松村樹理亜                                       | -                    | -                  | 2月11日       |
| 244  | 資格のおもいで／かまぼこ             | 松村樹理亜   | 松村樹理亜                                       | 朝倉夕貴             | -                  | 2月14日       |
| 245  | やりたいことリスト①                  | 仲畑ひな     | 仲畑ひな                                         | 浅尾遥               | -                  | 2月18日       |
| 246  | やりたいことリスト②                  | 仲畑ひな     | 仲畑ひな、松村珠理亜                             | 酒井愛理             | 浅尾遥             | 2月21日       |
| 247  | やりたいことリスト③                  | 仲畑ひな     | 仲畑ひな、松村珠理亜                             | 酒井愛理             | -                  | 2月25日       |
| 248  | やりたいことリスト④                  | 仲畑ひな     | 仲畑ひな                                         | 櫛引菖子             | 朝倉夕貴           | 2月28日       |
| 249  | やりたいことリスト⑤／シーサーの資格① | 仲畑ひな     | 仲畑ひな                                         | 岡昭彦               | -                  | 3月4日        |
| 250  | シーサーの資格②                      | 松村樹里亜   | 松村樹里亜、縫部萌                               | 酒井愛理             | 朝倉夕貴           | 3月7日        |
| 251  | シーサーの資格③                      | 松村樹里亜   | 松村樹里亜                                       | 浅尾遥               | -                  | 3月11日       |
| 252  | シーサーの資格④                      | 松村樹里亜   | 松村樹里亜                                       | 岡昭彦               | 浅尾遥             | 3月14日       |
| 253  | シーサーの資格⑤                      | 松村樹里亜   | 縫部萌                                           | 岡昭彦               | 浅尾遥             | 3月18日       |
| 254  | シーサーの資格⑥                      | 松村樹里亜   | 縫部萌                                           | 岡昭彦               | 朝倉夕貴           | 3月21日       |
| 255  | シーサーの資格⑦                      | 松村樹里亜   | 縫部萌                                           | 浅尾遥               | -                  | 3月25日       |
| 256  | シーサーの資格⑧                      | 松村樹里亜   | 縫部萌                                           | 朝倉夕貴             | -                  | 3月28日       |
| 257  | ハッピーバースデー                   | 槙麻里奈     | 槙麻里奈                                         | 槙麻里奈             | 浅尾遥             | 5月1日        |

#### 第2期
| 話数 | サブタイトル   | コンテ | 演出 | 作画監督 | 総作画監督 | 初放送日       |
| ---- | -------------- | ------ | ---- | -------- | ---------- | -------------- |
| 258  | かき氷シロップ |        |      |          |            | 2025年 7月15日 |
| 259  | 生地／ギョニソ |        |      |          |            | 7月18日        |
| 260  | 純露／ツノ     |        |      |          |            | 7月22日        |

### Blu-ray / DVD
| 巻               | 発売日        | 収録話            | 規格品番  | 規格品番  |
| 巻               | 発売日        | 収録話            | BD        | DVD       |
| ---------------- | ------------- | ----------------- | --------- | --------- |
| 豪華版1 特典付き | 2023年3月3日  | 第1話 - 第40話    | BIXA-1380 | BIBA-3550 |
| 豪華版1          | 2023年3月3日  | 第1話 - 第40話    | BIXA-1381 | BIBA-3551 |
| 通常版1          | 2023年3月3日  | 第1話 - 第20話    | N/A       | BIBA-3561 |
| 通常版2          | 2023年3月3日  | 第21話 - 第40話   | N/A       | BIBA-3562 |
| 豪華版2          | 2024年11月8日 | 第41話 - 第80話   | BIXA-1382 | BIBA-3552 |
| 通常版3          | 2024年11月8日 | 第41話 - 第60話   | N/A       | BIBA-3563 |
| 通常版4          | 2024年11月8日 | 第61話 - 第80話   | N/A       | BIBA-3564 |
| 豪華版3          | 2025年1月8日  | 第81話 - 第120話  | BIXA-1383 | BIBA-3553 |
| 通常版5          | 2025年1月8日  | 第81話 - 第100話  | N/A       | BIBA-3565 |
| 通常版6          | 2025年1月8日  | 第101話 - 第120話 | N/A       | BIBA-3566 |

### 放送局
| 放送期間                                                                                                   | 放送時間                                                             | 放送局             | 対象地域       | 備考   |
| --- | -------------------------------------------------------------------- | ------------------ | -------------- | ------ |
| 2022年4月4日 2022年4月8日 - 2023年3月31日 2023年4月4日 - 2025年3月28日 2025年5月1日 2025年7月15日 - 放送中 | 月曜 7:40 - 7:41ごろ 金曜 7:40 - 7:41ごろ 火曜・金曜 7:40 - 7:41ごろ | フジテレビ         | 関東広域圏     | 幹事局 |
| |                                                                      | 北海道文化放送     | 北海道         |        |
| |                                                                      | 岩手めんこいテレビ | 岩手県         |        |
| |                                                                      | 仙台放送           | 宮城県         |        |
| |                                                                      | 秋田テレビ         | 秋田県         |        |
| |                                                                      | さくらんぼテレビ   | 山形県         |        |
| |                                                                      | 福島テレビ         | 福島県         |        |
| |                                                                      | NST新潟総合テレビ  | 新潟県         |        |
| |                                                                      | 長野放送           | 長野県         |        |
| |                                                                      | テレビ静岡         | 静岡県         |        |
| |                                                                      | 富山テレビ         | 富山県         |        |
| |                                                                      | 石川テレビ         | 石川県         |        |
| |                                                                      | 福井テレビ         | 福井県         |        |
| |                                                                      | 東海テレビ         | 中京広域圏     |        |
| |                                                                      | 関西テレビ         | 近畿広域圏     |        |
| |                                                                      | さんいん中央テレビ | 島根県・鳥取県 |        |
| |                                                                      | 岡山放送           | 岡山県・香川県 |        |
| |                                                                      | テレビ新広島       | 広島県         |        |
| |                                                                      | テレビ愛媛         | 愛媛県         |        |
| |                                                                      | 高知さんさんテレビ | 高知県         |        |
| |                                                                      | テレビ西日本       | 福岡県         |        |
| |                                                                      | サガテレビ         | 佐賀県         |        |
| |                                                                      | テレビ長崎         | 長崎県         |        |
| |                                                                      | テレビ熊本         | 熊本県         |        |
| |                                                                      | テレビ宮崎         | 宮崎県         |        |
| |                                                                      | 鹿児島テレビ       | 鹿児島県       |        |
| |                                                                      | 沖縄テレビ         | 沖縄県         |        |
| 全局字幕を実施。                                                                                           |                                                                      |                    |                |        |

その他YouTube、TVer、GYAO!、FODでも配信される。YouTubeでは第5話までは無期限で視聴可能だが、第6話以降は1週間の限定配信となっている。2022年5月6日からAmazon Prime Videoでも配信開始。

## ゲーム
ちいかわぽけっと
2025年3月27日よりサービスを開始したスマートフォン向けゲームアプリ。略称は『ちいぽけ』。開発・運営はアプリボット。

## 他作品・他企業などとのコラボレーション・タイアップ
コラボカフェ / 大型展覧会
2021年に、東京都豊島区池袋（4 - 7月）・愛知県名古屋市（6 - 8月）、大阪府大阪市で初のコラボカフェを開催。6月には同じく池袋で初の大型展覧会も開催される。
クッキングパパ
うえやまとちによる漫画作品。2021年8月19日発売の『モーニング』38号にてコラボレーション漫画が掲載された。
ラーメン二郎
2022年1月22日に亀戸店とちいかわとのコラボTシャツ（非売品）が発表され、スタッフがコラボTシャツを着用しての営業が行われた。
マンガ サ道〜マンガで読むサウナ道〜
タナカカツキによる漫画作品。2022年3月31日発売の『モーニング』18号にてコラボレーション漫画が掲載された。
GU（ジーユー）
2022年6月にコラボした商品が発売された。だが、需要に対して供給が足りずに転売屋が参入する事態となり、フリマサイトではファンがコメント欄で「転売…ってコト!?」「ワァ…!」「むちゃくちゃにしてやる!!」などとちいかわ構文で大喜利を始めている。
くまのむちゃうま日記
ナガノによる漫画作品。2022年7月14日発売の『モーニング』33号にてコラボレーションし、描き下ろしのコラボ漫画がフルカラーで掲載された。また次号の34号では「ちいかわ祭り」として表紙絵とフルカラーの描き下ろし漫画が掲載された。
東京卍リベンジャーズ
2022年7月22日よりコラボグッズがTSUTAYAで販売されている。
Shadowverse
Cygamesによるスマートフォン用アプリゲーム。2022年9月1日よりコラボイベントが開催され、ゲーム内にちいかわたちが登場する。また、これに合わせてゲーム内で手に入るイラスト違いのプレミアムカードが公開された。
明星食品「チャルメラ」
2021年4月19日、新商品「明星チャルメラ もやしが超絶うまい まぜそば ニンニクしょうゆ味」の発売に合わせて、「明星チャルメラまぜそばニンニクしょうゆ味 新種発見編」が公開された。
2022年9月7日から地上波でコラボCMがオンエア開始した。タレントの本田翼がちいかわたちと共演。その後、2023年9月8日よりちいかわたちはチャルメラのメインCMキャラクターに昇格することとなった（それと引き換えに本田翼はチャルメラのメインCMキャラクターを卒業し、同社のカップ麺「一平ちゃん」シリーズのメインCMキャラクターに専念することとなった）。2023年1月下旬、および6月下旬にチャルメラ袋めんシリーズの醤油味と宮崎辛麺のみコラボデザインパッケージが数量限定で発売されたほか、2024年2月下旬に前述のラインアップに加え、バリカタ麺豚骨が追加。また、2024年3月25日にはチャルメラシリーズ史上初となるミニカップ麺「チャルメラ ちいかわラーメン しょうゆ味」が発売された。なお、2024年9月に突如同キャラクターのテレビCM出演が打ち切られたが理由については不明。
ちいかわエポスカード
2021年10月29日に丸井グループ傘下のエポスカードとのコラボレーションにより、Visa提携のクレジットカード「ちいかわエポスカード」の発行が開始された。コラボレーションのために描き下されたカード券面となり、主要キャラクターのちいかわ・ハチワレ・うさぎと三ツ星が描かれた「ちいかわ流れ星」とちいかわが描かれた「おかいもの検定」の2種類のデザインがあったが、2023年11月17日にサブキャラクターのモモンガが描かれた「モモンガつかってみろッ」とちいかわ・ハチワレ・うさぎ・モモンガ・古本屋が描かれた「しゅうごう」が追加、更に2025年2月21日にちいかわ・ハチワレ・うさぎそれぞれが「おしりタッチ」のポーズをしているデザインが追加され7種類となっている。
ヴァイスシュヴァルツブラウ
トレーディングカードゲーム「ヴァイスシュヴァルツ」の新ブランド「ヴァイスシュヴァルツブラウ」にてちいかわのカードが登場した。
2022年11月19日にスタートデッキ、2023年1月27日にブースターパックが発売されている。また、2024年1月6日開催のブシロード新春発表会にてブースターパックvol.2の発売が発表された。
モーニング『ちいかわ祭り！モーニングのなんか○○で○○なやつ大集合！フェア』
単行本第5巻の発売を記念して2023年1月23日から数量限定にて実施された。対象店舗で対象商品を購入すると、ステッカーが貰えるイベント。
ステッカーは8種類（ランダム）。内4種類はちいかわの作者ナガノの書き下ろしで、ちいかわ・ハチワレ・うさぎ・ラッコの4人がそれぞれモーニング内作品キャラクターのコスプレをしたイラスト。他の4種類は、モーニングにて連載中の漫画家達によるちいかわキャラクターの書き下ろしイラストだった。
群馬電機「呼び込み君」
2023年2月3日放送のアニメ第44話「寝起きの体操」において、ちいかわたちがスクリーンに映った音声POP「呼び込み君」の動きとそのBGMに合わせて体操するシーンが登場。
サントリー食品インターナショナル
2023年2月21日に炭酸飲料「C.C.レモン」、「デカビタC」、果汁入り飲料「なっちゃん」の3ブランドで「ちいかわデザインラベル」を数量限定で発売。特に、「C.C.レモン」と「デカビタC」はちいかわの世界観に合わせてパッケージのブランドロゴが「ちいちいレモン」・「デカビタ ちい」に変更される特別仕様となる。2024年2月には第2弾が数量限定で発売され、ラベルデザインが変更されるとともにラインナップが一部変わり、「デカビタ ちい」仕様の「デカビタC」はペットボトル入りの「デカビタパワー」となり、新たに「POPメロンソーダ」にも展開された。
イトーヨーカドー
2023年7月15日より8月20日までの間、全国のイトーヨーカドーで「ちいかわと夏休みフェア」が開催された。
店内にちいかわのポップやフォトブースが展示され、購入金額に応じてステッカーの配布や抽選等も行われた。8月11日からは「ちいかわ縁日」と題してハズレなしのスクラッチくじやヨーヨー釣り、グッズ販売などを開催した。
また2024年には11月30日より12月25日までの間、全国のイトーヨーカドーとヨークの限定店舗で「イトヨで HAPPY CHRISTMAS」が開催された。同じく店内ポップの展示や抽選、オードブルカップやクリスマスBOXがちいかわのオリジナルデザインになるなど多岐に渡るキャンペーンが行われた。
お台場冒険王
2023年開催時、「ちいかわ縁日」と題してフジテレビ広場(無料エリア)にちいかわのブースが設置され、くじやヨーヨー釣り、グッズ・フードの販売が行われた。
2024年開催時には、「ちいかわアドベンチャー」と題してフジテレビ本社屋の最大イベントスペース(有料エリア)に様々なアトラクションが設置された他、フジテレビ本社7階広場の特設店舗にて海賊風の衣装を来たちいかわ達のグッズが販売された。
阪急電鉄
2023年8月4日より2024年3月28日までの間、同社の1000系・1300系電車にちいかわの装飾を施したり、またコラボレーショングッズを発売するなどの各種企画を展開している。
日本マクドナルド
2023年9月1日から数量限定にて実施された。ハッピーセットの注文でちいかわのシールとおまけのおもちゃが貰えた。シールの種類は5種類(ランダム)。1袋に3枚入りで、ちいかわ・ハチワレ・うさぎ・モモンガが従業員の制服を着たイラスト等が使用された。
2024年8月30日から第二弾が実施された。シールは同じく5種類(ランダム)。前回の4人に加え、シーサー・ラッコ・古本屋・鎧さん・オデ・グレーの子が歴代の従業員制服を着用しているイラスト等が使用された。
山崎製パン
2023年10月1日から11月30日まで、および2024年3月1日から5月31日までの期間限定でコラボレーション商品を発売。主なコラボ商品は「ランちいパック ハチワレのケチャップパスタ風」、および「たっぷりチョコチップスナック」、「ちいかまん ちいかわのピザまん」、「ランちいパック むちゃうまプリン風」、「ランちいパック 当選すき焼き風」の計5種類。
日本コカ・コーラ
2023年10月16日から様々なコラボレーションを実施。
Coke ONアプリを用いたプレゼント企画やイオン系列店舗にて対象商品の購入でクリスマスオーナメント、カレンダー、クリアファイル(各4種)が貰えるキャンペーンが開催された。
2024年11月にも対象商品の購入でステッカー入りのクリスマスオーナメント(全5種)が貰えるキャンペーンが開催された。
東京スカイツリー『ちいかわ☆星ふるスカイツリー』
2023年10月17日から2024年1月16日まで東京スカイツリーにて開催されたコラボイベント。
館内装飾、コラボカフェ、オリジナルグッズ販売、特別ライティング、特別グリーティング等が実施された。
すき家
2023年11月21日から数量限定にて実施された。すき家のすきすきセットを頼むと、キャラクターが牛の着ぐるみを着て牛丼の上に乗ったオリジナルイラストのダイカットマグネットが貰えた。
登場キャラクターは、ちいかわ・ハチワレ・うさぎ・くりまんじゅう・モモンガの5種類（ランダム）。
ユニバーサルミュージックジャパン
2014年に発表されたアリアナ・グランデの楽曲「サンタ・テル・ミー」のMVの冒頭部分を再現したアニメーションが2023年12月5日よりYouTubeのめざましテレビチャンネルで公開。コラボレーションはアリアナ側からのオファーによるもの。
ロッテ『ロッテ×ちいかわ バレンタインのせいにして、楽しんじゃおう♪』
2024年1月2日から2月29日までの間、コラボレーションを実施。
セブンイレブンでステッカー、ローソンでクリアファイル、ドラッグストア等でチョコレート型の配布イベントが開催された。
2025年1月上旬にも同様のイベントが開催された。セブンイレブン、ファミリーマート、ローソンの3社で同じ型・絵柄違いのA5マルチケースが配布されていた。
護国寺『護国寺╳ちいかわご朱印イベント』
単行本第6巻特装版に付属の「なんか光ってて旅したくなるご朱印帳」を持参し、護国寺で御朱印代を納めるとちいかわ印を押して貰えるイベント。
発表当初は2024年1月9日から2月12日の開催予定であったが、SNSでの反響を受けて開催前に6月30日まで期間を延長した。
菊之露酒造
2024年3月12日に菊之露ブラウンとのコラボボトルが数量限定で販売された。
作中でくりまんじゅうが泡盛を飲むシーンがあり、置かれたボトルの色合いが菊之露1升瓶に見える事からコラボが実現した。
このシーンではシーサーがコーヒーを差し入れ、泡盛コーヒーの飲み方をくりまんじゅうに教えており、コラボボトルのデザインにはこの2人が起用されている。デザインは全2種。
セブンイレブン
2024年12月3日からコラボイベント「セブンイレブン×ちいかわ あったまるね、きもち」が全国のセブンイレブン店舗で開催された。
作中に登場した食べ物を再現したおにぎりや、ちいかわ・うさぎの顔がデザインされた肉まん、オリジナルデザインのコーヒーカップなど多数の商品が展開され、対象商品の購入金額に応じてポイントが溜まりオリジナル商品が当たる抽選に参加できるキャンペーンも行われていた。
2025 Kaohsiung Wonderland
台湾高雄市の愛河湾で冬に開催されているランタンフェスティバル。
ちいかわを主役に抜擢し、愛河湾の上に巨大なちいかわ・ハチワレ・うさぎのバルーンを設置、来場者にペーパークラフトのちいかわランタンを配布するなどし、日本のTwitter(X)でも大いに盛り上がりを見せた。
大日本印刷
2025年2月4日から、大日本印刷が提供する「写Goo!」と、グループ会社であるDNPフォトイメージングジャパンが提供する「証明写真機Ki-Re-i」にてちいかわデザインの写真が撮影できるコラボレーションが開催された。
「写Goo!」はまじかるちいかわストア 梅田HEP FIVE店とナガノマーケットGINZAに特設された物で、フレームデザインは単行本7巻特装版であるフォトアルバムをイメージした全3種。
「証明写真機Ki-Re-i」は全国に設置されているQR読み取り対応機種で撮影が可能で、草むしり検定証(3級・5級)とキャラクター(ちいかわ・ハチワレ・うさぎ・モモンガ)の証明写真風イラストがついた全4種が販売された。
当初は3月31日までの開催予定であったが、好評のため5月11日まで期間を延長した。
池田模範堂
2025年4月2日に鎮痒消炎薬「液体ムヒS2a【指定第2類医薬品】」とのコラボパッケージが数量限定で発売された。
デザインはちいかわをメインに箱の左側面にモモンガが描かれた「ちいかわA」とハチワレをメインに箱の左側面にうさぎが描かれた「ちいかわB」の2種類があり、ボトルデザインも箱正面のパッケージデザインに連動したものとなる。
日本香堂
2025年5月より「ちいかわ青雲」を発売  。本作品に「青雲のうた」が引用されたことをきっかけに実現したコラボ商品。青色のパッケージにちいかわとハチワレのイラストと、「青雲のうた」の歌詞が書かれている。内容はさくら・サボン・たんぽぽの花の3種類のスティック型お香と陶器製の香立が同梱するお香セットとなる。日本香堂の直営店・オンライン、Yahoo!香ぎゃらりぃ、ちいかわグッズ専門店「ちいかわランド」「ちいかわマーケット」のみ発売。

## オリジナルショップ
ちいかわらんど
2021年8月7日に大阪梅田店と原宿店が同時オープンした。ちいかわに関する様々なグッズを販売する常設のグッズショップ。
当初はキデイランド店舗内の一角にちいかわのコーナーを設ける形だったが、2022年9月16日に東京駅一番街キャラクターストリートに「ちいかわらんど TOKYO Station」をオープンした事を皮切りに、全国各地に独立店舗を拡大している。
ちいかわもぐもぐ本舗
もぐもぐ(食べる)をテーマにした常設のオリジナルグッズショップ。
2023年11月14日に京都伏見稲荷大社の参道に京都伏見店が、2025年2月20日に川越の菓子屋横丁に川越店がオープンした。
京都伏見店では稲荷面、川越店ではさつまいもなど、その土地に因んだモチーフの書き下ろしイラストが用意され、様々なグッズが販売されている。
ちいかわレストラン
2023年11月16日、池袋PARCOにオープンした。 ファミレスをコンセプトにした常設レストラン。店内装飾やグッズにはウェイターやシェフ、調理担当などの衣装を身に付けたキャラクターの書き下ろしイラストが使用されている。
作中に出てくる食べ物や、作中のシーンをイメージしたメニューなどが提供された。
2024年11月22日から2025年2月16日まで名古屋PARCO、2024年11月8日から2025年3月23日まで心斎橋PARCOにも期間限定でオープンしていた。
また、全国各地でドリンクメニューのみを販売するちいかわレストランドリンクスタンドが開催された。
ちいかわラーメン 豚
2024年3月19日、名古屋PARCOに期間限定オープンした。 
作中に登場する「郎ラーメン」に似せた家系ラーメンを販売している。ちいかわがミニ、ハチワレが小、うさぎが大と頼むサイズによって提供される器やノベルティが異なる。
2024年6月24日から9月30日までモモンガイメージの冷やし中華、2025年1月17日から4月13日までくりまんじゅうイメージの味噌がそれぞれ期間限定で発売された。
2024年8月23日に渋谷PARCO、2024年11月15日に心斎橋PARCO、2025年4月18日に広島PARCOと全て期間限定ではあるが4店舗に拡大している。尚、渋谷PARCOの店舗は2025年5月6日に終了し、同年5月31日より池袋PARCOに移転オープンする予定である。
ちいかわベーカリー
2024年10月29日から東急プラザ表参道(オモカド)にオープンした。
ちいかわの顔型の食パンや各キャラクターの顔のクッキーが乗ったソフトフランスなど、18種類のパンと7種類のドリンクが発売された。
ちいかわ焼き
2025年4月7日から横浜ワールドポーターズにオープンした。
ちいかわ・ハチワレ・うさぎの形をした6種類のたい焼きが発売されている。販売会社はくりこ庵。

## 評価
元々は社会からの逃避を目的として生まれたキャラクターにも関わらず、漫画内ではちいかわがいじめられる様子が描かれている。戸部マミヤがねとらぼに寄稿した記事では、「ちいかわの成長物語」と「かわいい生きものが不幸な目に遭っていること」が人気の理由に挙げられている。マスコットキャラクターであるため、読者が後ろめたさを感じる必要がなく、「弱さ」が「かわいさ」を引き立てる効果があるという。辰巳JUNKは、理想とされる世界でちいかわが労働していることや貧困層と解釈できる描写があること、さらにちいかわの肉体を奪う存在が登場したことを不穏であると指摘した。また、「ゆるいかわいさ」を持ちながらも、更新のたびにSNS上で考察を行うファン文化が形成されている点で、ドラマ『ゲーム・オブ・スローンズ』や漫画『チェンソーマン』にも通じると評価している。石関隆景がねとらぼに寄稿した記事では、「ファンシーでかわいらしい絵柄とは裏腹に、その世界観はモンスターがはびこっていたり、辺り一帯を腐らせる雑草があったりと、過酷なディストピアとなっている」と評されている。CREAのライターであるSYOは「タッチこそ可愛らしいが、そこには暴力性が渦巻いており、ダークファンタジーの雰囲気が漂う」「ちいかわ世界の住人は貧しく、明らかに、衣食住が足りていない」「『世知辛い日常に楽しさを見出す』それこそが、ナガノさんの『作家性』といえるのではないか」と評している。
本作主人公のちいかわは、ブックライブ主催「マガデミー賞2022」の審査員特別賞に選出されている。推薦キャラクターのリストから、満場一致で決まった。
また、2022年、三洋堂書店コミックアワード「でらコミ！3」にて第3位に入賞。
2024年度の第53回日本漫画家協会賞では萬画部門にて大賞を受賞した。

## 作者による言及
インタビューにおいてナガノは
あまり深い意味はないのですが、カマキリのメスがオスを食べてしまう、みたいな生き物ならではの容赦のなさが好きなところがあるので、そういった生き物らしさを描きたい気持ちがあるのかも知れません。何かメッセージを伝えたかったり、重いテーマを描いているというよりは、何かが起こった時の反応や表情を描きたいという気持ちの方が強いです！
と述べており、インタビュアーの小林優介はちいかわの「キメラ回」を挙げ、ナガノの作品におけるシュールな世界観、不条理さの存在を示している。
2022年12月7日から2023年4月16日まで各地で開催されていた「ナガノ展」にて、「もともとは、（ハチワレに）池谷、（ちいかわに）似鳥、（うさぎに）鈍器という名前をつけようと思っていましたが、やめました。」という説明が掲載されたほか、「ハチワレはねこではないので、たまねぎやチョコも食べています。※ねこは食べちゃだめ」という小話がある。

## ファン層
DIAMOND SIGNALのライターである徳重龍徳によれば、公式Twitterのフォロワーは男性が44.1%、女性が55.9%で可愛らしい絵柄の漫画でありながら、案外、男性ファンからの支持も少なくない。コラボ商品には女性向けの商品が多いが、『僕のヒーローアカデミア』『東京卍リベンジャーズ』など人気少年漫画とのコラボも増えており、男性にさらに受けるポテンシャルは十分で、人気の広がりも期待できると評価している。
ファッションブランドのGUとのコラボでは女性とキッズ・ベビー向け商品しか販売されず、一部の男性ファンから悲しみの声が上がった。J-CASTニュースがGUに取材したところ、「そのようなお声があることは存じ上げております」「大変有難く真摯に受け止めております」「『ちいかわ』ファン層の中心である女性をターゲットに今回は展開いたしました。また、親子リンク（お揃い）で楽しんでいただけるようにキッズやベビーをラインナップいたしました」と回答があった。